# 일본국유철도 211계 전동차
일본국유철도 211계 전동차(일본어: 国鉄211系電車)는 1985년에 등장한 직류 근교형 전동차이다. 당초 일본국유철도(현 JR)가, 국철 분할 민영화 이후에는 동일본 여객철도(이하 JR 동일본), 도카이 여객철도(이하 JR 도카이), 서일본 여객철도(이하 JR 서일본) 등 JR 그룹 3사에 의해 설계·제조되었다.

## 개요
직류 근교형 전동차는 1962년부터 20년 이상의 긴 세월에 걸쳐 111·113계와 115계가 제조되어 왔다. 본계열은 이들을 대신한 풀 모델 체인지이며, 경량 스텐레스제 차체와 간편한 구조의 볼스터리스 대차, 전기자 초퍼 제어보다 간편하고 싼 가격으로 회생 제동이 사용 가능한 저항제어를 기본으로 한 계자첨가 여자제어, 응답성이 높은 전기지령식 제동이나 간이 모니터 장치 등 에너지 절약이나 보수비 저감을 반영한 신기술이 각지에 채용되고 있었다. 이들은 통근형 전동차인 205계에서 먼저 채용된 것이지만, 본래는 근교형 전동차용의 시스템으로 개발되고 있었다. 유닛의 역행 성능 향상에 의해 전동차비율을 낮춘 2M3T 편성으로 25‰까지의 통상 사용이 가능한 설계로 하여 신조 비용과 운영 비용의 감소를 노린 설계로 하였다. 이것에 의해 2M3T 편성도 113계·115계의 2M2T 편성과 동일한 주행 성능을 확보하게 되었다.
차체는 측면 3도어나 차량 단부 양단에 출입문을 탑재한 국철 근교형 전동차의 기본적 구성이지만, 양단의 측면 출입문 위치를 약간 차단부쪽으로 대는 배치로 하고 있다. 온난지·평탄선용의 113계와 한랭지·구배선용의 115계를 통합하여 세부의 사양 변경을 실시하는 것으로 양계열의 교체에 대응하고 있다. 또한 좌석은 종래와 같은 세미 크로스시트 외에 장거리 통근의 증가에 수반한 혼잡에 대응하기 위해 올 롱시트의 차량도 제조되었다. 크로스시트·롱시트 모두 버킷 형태로 하여 롱시트의 1인분의 폭을 확장하였다. 크로스시트는 시트피치 1,490mm인 채로 공간과 통로폭을 확장하였다. 또한 세미 크로스시트차도 혼잡 완화 때문에 415계 700번대 같이 차량 단부는 롱시트로 했다.
국철(현 JR) 시대는 부속 편성만이 올 롱시트로 등장했으나, 국철 분할 민영화 이후의 증비차는 모두 올 롱시트가 기본이 되고 있었다. 또한 차체의 구조와 대차는 같은시기에 제조된 415계 1500번대에도 채용되어 민영화 후에도 차체나 제어 시스템의 설계를 유용한 차량이 등장하였다.

### 기구
본계열 MM'유닛의 주전동기는 MT61형으로 713계 전용으로 개발된 것을 사용하였다. 정격 출력은 기존 통용되어 온 MT54형과 같지만, 저회전의 토크를 강화한 뒤 종래의 근교형 전동차보다 큰 기어비를 채용하여 정격 속도를 113계·115계보다 6.5km/h 낮은 46.0km/h로 한 반면 유닛의 인장력은 6,690kg에서 7,58kg으로 증가하였다. 한편으로 허용 회전수를 올려 취약한 계자율을 35%로 상승시켜 속도성능을 확보했다. 2M3T 편성도 113계·115계의 2M2T 편성과 동등한 주행 성능을 가지는 것은 이 때문이다.
1M 방식차의 주전동기는 MT64형으로 정격 단자전압이 MT61형의 2배인 750V, 정격 전류가 절반의 180A로 되어 있지만, 속도 특성은 극력 MT61형에 가깝다고 할 수 있다. 이 시스템 이후 213계용으로 첫채용되었지만, 본래는 본계열의 요코스카·소부 쾌속선으로의 투입을 구상했을 당시 2M3T에서 부족한 주행 성능과 동력차 비율을 늘리는 비용을 저감하기 위해 개발되고 있던 것으로 당시부터 혼용이 계획되고 있었다.
주제어기는 205계의 CS57형에 억속 제동의 기능을 추가한 CS57A형이다. 억속 제동은 40km/h 이상에서 작동한다.
전기 제동은 계자 첨가 여자 장치를 이용하여 회생제동을 실시한다. 고속에서는 계자전류를 약화시키고, 주회로 전류는 강하게 하여 속도의 저하와 함께 계자전류를 강화하면서 주회로 전류를 줄이도록 제어하는 것으로 일정한 회생 제동력이 확보된다. 78km/h 이상에서 제동을 걸 때는 전동기는 병렬 연결로, 그 이하에서의 경우는 직렬 연결로 회생 제동을 개시한다. 병렬 연결로 개시했을 경우는 60km/h 전후로 직렬 연결로 변환되고, 전환시 단자전압을 갑자기 반감할 수 없기 때문에 저항을 삽입하면서 회로를 변환하는데 그 후 저항이 발생한다.
저속에서는 계자전류를 강하게 해도 회생 전압이 가선 전압을 밑돌기 때문에 30km/h 전후에서 회생제동이 실효(회생 제동이 무효화)한다.

## 형식
차례는 과거부터의 관례에 준한다. 본형식은 국철 시대와 국철 분할 민영화 이후에 걸쳐 제조되었으므로 국철 시대와 민영화(JR화)후와 나누어 기술한다. 덧붙여 국철 시대에 제조된 형식안에는 민영화 후에 제조된 형식도 있다. 또한 차량의 방향은 도카이도 본선 기준으로 도쿄역 방면을 홀수(북, 동)방향, 고베역 방면을 짝수(남, 서)방향으로 한다.

### 국철 시대에 제조된 형식
쿠모하 211형(Mc)
홀수(북, 동)방향의 맨 앞부에 연결되는 제어 전동차로 모하 210형과 유닛을 짜고 팬터그래프와 주전동기, 주제어기를 탑재한다. 내장이나 탑재 설비 등에 따라 번대 구분이 있다. 민영화 이후에는 5000번대 계열이 제조되어 그중 5600번대는 저단면 터널 입선을 가능하게 하기 위해 팬터그래프 부착부만 저지붕 구조이며 팬터그래프는 C-PS24A형을 탑재하고 6000번대는 1M사양차로 등장하고 있다.
모하 211형(M)
모하 210형과 유닛을 조성하는 중간 전동차로 팬터그래프와 주전동기나 주제어기를 탑재한다. 이 형식은 0·2000번대만의 존재한다.
모하 210형(M')
쿠모하 211형 또는 모하 211형과 유닛을 짜는 중간 전동차로 전동 발전기(MG)와 공기압축기(CP)를 탑재한다. 이것도 내장이나 탑재 설비 등에 따라 번대 구분이 있다. 민영화 이후에 제조된 5000번대는, 전동 발전기를 대신하여 DC-DC컨버터를 탑재한다.
쿠하 211형(Tc)
홀수(북, 동)방향의 맨 앞부에 연결되는 제어차로, 연결면에서 가까운곳 3위 측에 화장실이 설치되어 화장실 맞은편의 자리는 크로스시트이다. 이 형식도 모하 211형과 같이 0·2000번대만 존재한다.
쿠하 210형(Tc')
짝수(남, 서) 방향의 맨 앞부에 연결되는 제어차로 연결면에서 가까운곳 3위 측에 화장실이 설치되어 화장실의 맞은편의 자리는 크로스시트이다. 이것도 내장이나 탑재 설비 등에 따라 번대 구분이 있다. 민영화 후에 5000번대와 5300번대가 제조되어 전자는 화장실이 설치되어 있지 않지만, 후자는 연결면에서 가까운곳 3위 측에 화장실이 설치되어 있다.
사하 211형(T)
중간 부수차의 보통차. 이것도 내장이나 탑재 설비 등에 따라 번대 구분이 있다. 본계열 중에서는 제조 량수가 가장 많다.
사로 211형(Ts)
중간 부수차의 그린차. 짝수(남, 서) 방향에 화장실, 세면소가 설치되어 마루밑에 물탱크가 탑재되고 있다. 당초에는 사로 210형과 유닛을 짰다. 민영화 이후에는 사로 212형과 유닛을 조성하고 있으며 현재는 1000번대로 개번되고 있다.
사로 210형(Ts')
중간 부수차의 1등차. 홀수(북, 동) 방면에 차장실과 승무원실이 설치되어 있다. 당초에는 사로 211형과 유닛을 조성했다. 민영화 이후에는 사로 213형과 유닛을 짜기 때문에 방향을 전환하고 있다. 현재는 1000번대로 개번되고 있다.

### 민영화(JR화) 이후에 제조된 형식
쿠모하 211형(Msc)
슈퍼 살롱 '유메지'용으로 제조된 모로 210형과 유닛을 조성하는 제어전동 그린차(1등차)로, 팬터그래프와 주전동기, 주제어기를 탑재한다. 차체는 스테인리스 차체가 아닌 보통 강철 차체이다.
모로 210형(Ms')
슈퍼 살롱 '유메지'용으로 제조된 모로 210형과 유닛을 조성하는 중간전동 그린차(1등차)로, 팬터그래프와 주전동기, 주제어기를 탑재한다. 정지형 인버터(SIV)와 공기압축기를 탑재한다. 쿠모로 211형과 같이 차체는 보통 강철제 차체이다.
사로 213형(Tsd)
중간 부수차의 1등차. 협궤 노선 첫 2층 차량으로 등장하였다. 고베(남) 방면 가까이에 화장실, 세면소가 설치되어 있다. 대부분이 사로 210형과 유닛을 조성하고 있기 때문에 역방향으로 연결되고 있다. 그 때문에 차체 구조는 양쪽 모두의 방향으로 대응하고 있다(7·8을 제외하다). 현재 사로 124형·사로 125형에서의 개조 편입차도 있다.
사로 212형(Tsd')
중간 부수차의 그린차. 사로 213형과 동시에 등장하였다. 도쿄(북) 방면 가까이에 차장실과 승무원실이 설치되어 있다. 대부분이 사로 211형과 유닛을 짜고 있다. 현재 사로 124형으로부터의 개조 편입차도 있다.

## JR 동일본 소속

### 0, 2000번대
211계의 기본 형식. 온난지 사양차로 0번대는 세미 크로스시트, 2000번대는 제어차의 화장실 대향부를 제외하고 롱시트가 되고 있다. 도쿄 지구에는 0·2000번대가 투입되었다.
국철 시대는 도카이도 본선 도쿄지구용의 그린차(1등차) 2량 조성의 0번대 10량(TcTMM'TTsTs'MM'Tc') 6편성 60량과 2000번대 5량(TcTMM'Tc') 5편성 25량의 합계 85량이 제조되어 다마치 전차구(현·다마치 차량센터)에 배치되었다.
그린차는 종래 1량에 화장실·세면소와 전무 차장실을 장비하는 것이 통례였지만(일례: 사로 110형 1200번대), 본계열에서는 화장실과 세면소만 탑재한 사로 211형과 전무 차장실만 탑재한 사로 210형으로 나누어 제조하여 이들을 같이 편성하여 운용되고 있다. 이로 인해 사로 110형(1200번대)에 비해 정원이 일렬 4명 증가의 64명으로 증가하였다. 시트피치는 당시 그대로 970mm로 했지만, 차체가 종래보다 넓어진 것을 살리고 통로폭 600mm를 확보한 채 좌석폭을 475mm로 넓히고(종래차는 450mm), 등받이는 프리스톱식으로 하여 경사 각도도 기존보다 약간 크게 했다. 2층 그린차 등장 이후 아코모데이션 격차 해소 때문에 배면 테이블, 중간 기둥과 입석 승객용의 난간이 추가로 설치되어 있다.
도입 당시 특정 구간(도카이도 본선 도쿄지구는 도쿄역 - 히라쓰카 역) 이외에서는 흡연이 가능했었기 때문에 롱시트차를 포함한 각 차량(제외한 금연차)에 재떨이를 마련하였다. 롱시트차는 출입문의 손잡이와 처부에 설치했다. 그러나 금연 구간의 확대에 따라 그린차를 포함한 전차량 금연이 된 현재 재떨이는 철거되고 있다. 뒤에 서술하는 2층 그린차는 당초부터 금연차로 등장했기 때문에 재떨이는 처음부터 설치하지 않았다.
JR 동일본에서는 1989년부터 1991년까지 기본 편성 8개 편성 80량과 부속 편성 9개 편성 45량의 합계 125량을 증비 했다. 종래 롱시트차는 부속 편성뿐이었지만, 기본 편성도 롱시트의 2000번대차로 지정되어 1989년 후기 이후의 증비차는 출입문 안쪽의 스폿 용접에 의한 반점이 사라졌다. 그린차도 정원 증가를 도모하기 위해 2층의 사로 213·212형으로 결정되었다. 종래의 편성은 단층 구조의 사로 211·210형 편성으로 연결하고 있었지만, 신조의 2층 그린차와 편성을 조성, 14편성중 12편성이 2층차와 단층차를 각각 1량씩 조성하였다. 0번대 편성은 사로 211형+사로 212형, 2000번대 편성은 뒤에 서술하는 2편성을 제외한 사로 210형+사로 213형의 조성으로 편성중의 2층 차량 연결 위치를 4호차로 변경하기 위해 사로 210형은 내부 안내를 교체하고, 사로 213형(1 - 6)은 내부 안내를 양측으로 제조 후 양차량 모두 방향 전환하여 조성하고 있다. 1990년과 1991년에 증비된 2편성은 단층 그린차를 신조하면 수송력의 증강이 되지 않기 때문에 그린차를 사로 213형+사로 212형으로 신조하여 처음으로 2층 그린차 2량 연결로 되어 등장했다. 편성중의 사로 213형은 당초부터 정규의 위치에 연결되고 있었기 때문에 내부 안내는 편측이 되고 있다.
사로 213형의 화장실은 사로 211형의 일본식에서 같은 시기에 등장한 651계에 준한 서양식으로 결정되었다. 화장실 입구의 출입문은 당초 오리토식이었지만 후에 외플러그식 미닫이문으로 개조되었다.
근년 우선석 부분의 손잡이를 E233계와 동일한 형태로 교체한 것 외에 2008년 가을무렵 열화된 시트의 모켓을 제조시의 암홍색에서 청록색으로 교환하고 있다.

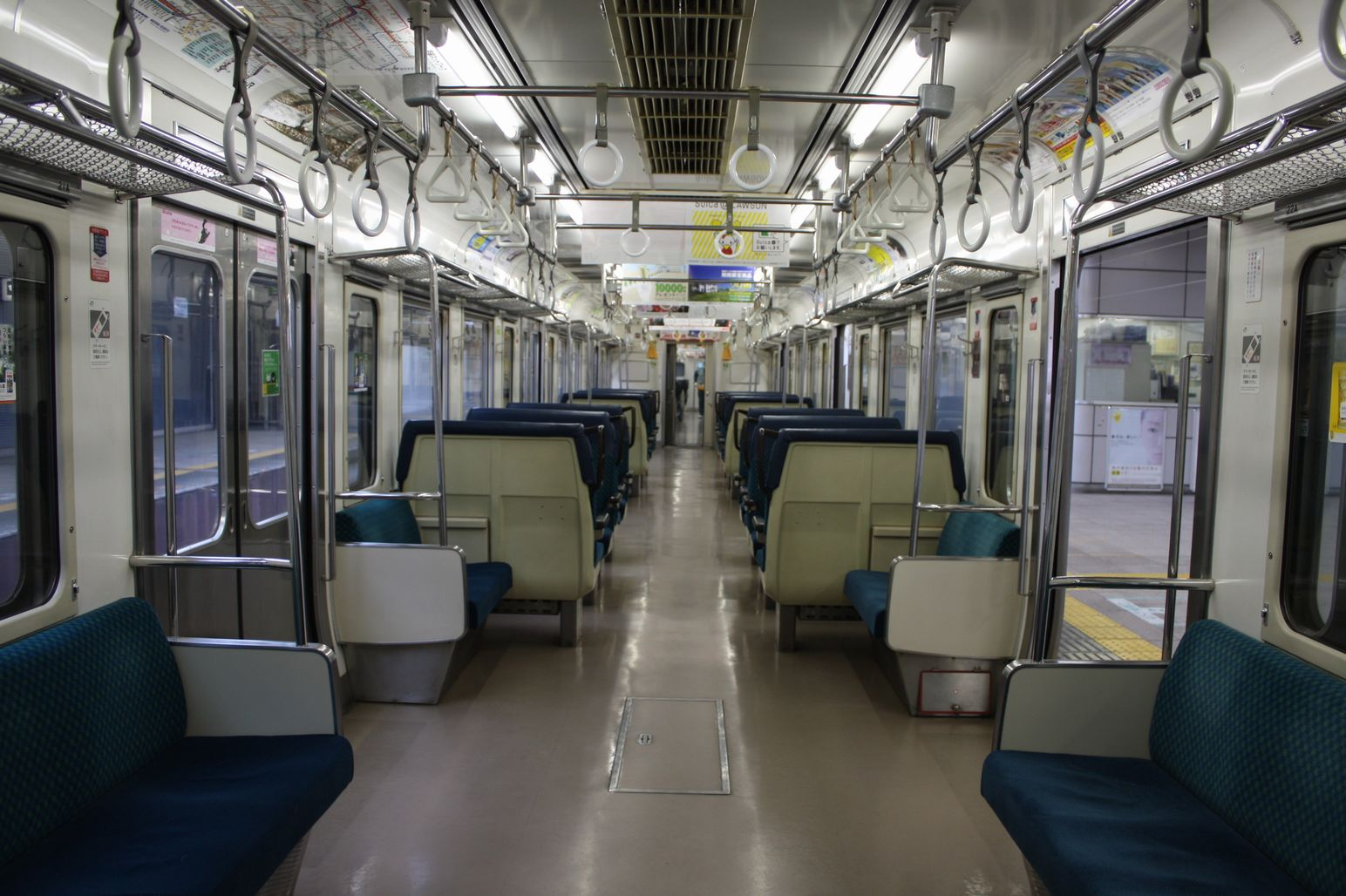
0번대의 실내 (시트모켓지 교체 후의 청록색）
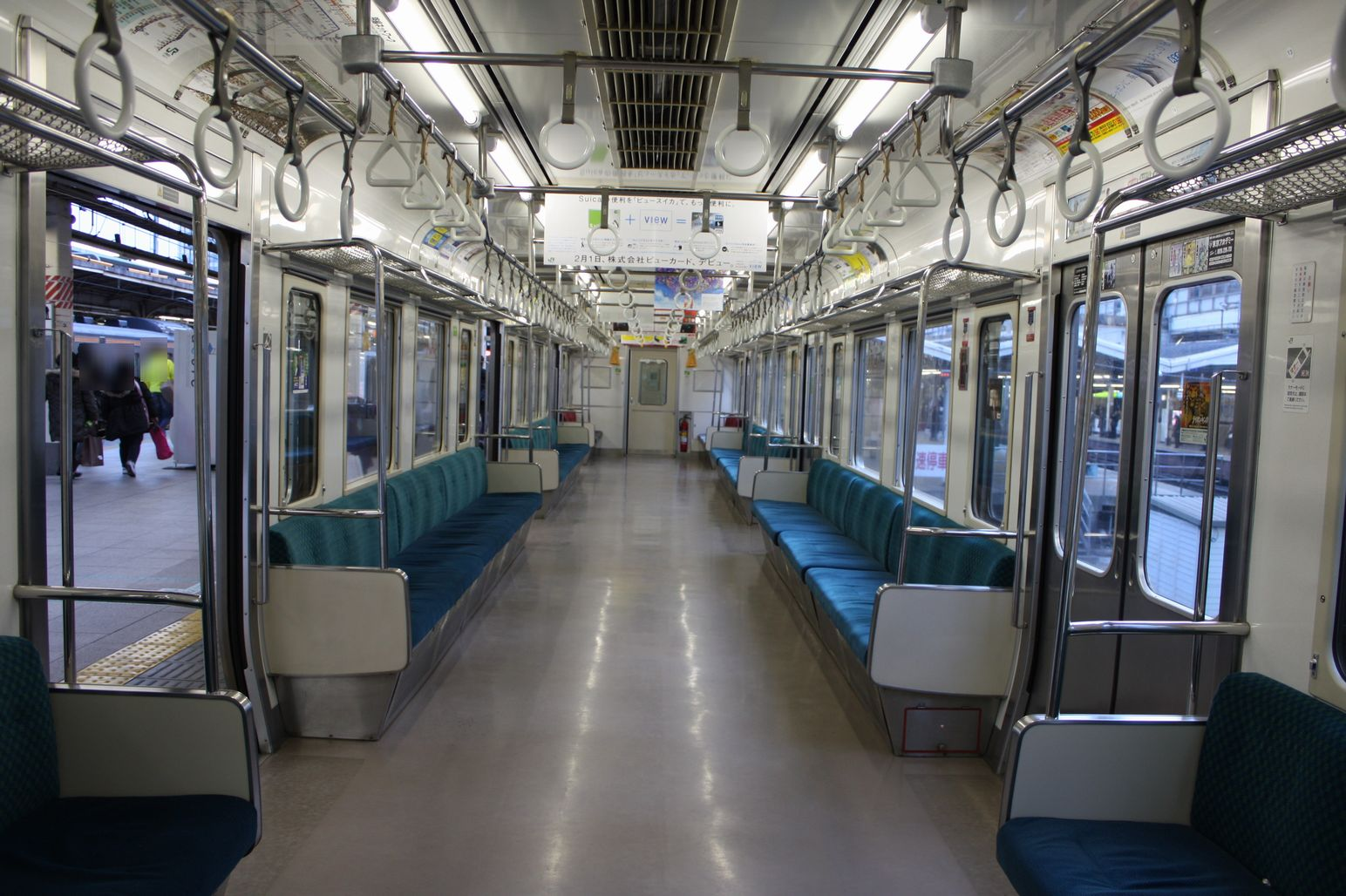
2000번대의 실내 (시트모켓지 교체 후의 청록색）

### 1000·3000번대(한랭지 사양차)
0·2000번대를 기본으로 우쓰노미야 선(도호쿠 본선상 노구치)과 다카사키 선의 사용을 고려한 한랭지 사양차로, 115계 비냉방차의 교체용으로 등장하였다. 1000번대는 세미 크로스시트차, 3000번대는 롱시트차로 함께 스노우 쟁기(배설기), 내설 제동, 반자동문, 레일 히터 등의 내한내설 대응이 이루어지고 있다.
편성은 도카이도 본선용 0·2000번대와 달리 보통차만의 5량 편성(McM'TTTc')으로 1000·3000번대 모두 동일하다. 도카이도 선용으로는 없었던 제어 전동차가 준비된 것은 장래 3량 편성으로 개편하여 지방 노선으로 전속 되는 것을 고려했기 때문이었다. 국철 시대에는 세미 크로스시트차 1000번대 11편성 55량과 롱시트차 3000번대 22편성 110량의 합계 165량이 제조되어 민영화 후에는 도카이도 본선용과 같이 롱시트의 3000번대만이 1991년까지 40편성 200량이 증비 되었다. 국철 시대에는 1000번대×1편성+3000번대×2편성으로 15량 편성을 조성하도록 계획되었기 때문에 1000번대와 3000번대의 운용으로 나눌 수 있었지만, 3000번대만의 증비가 된 민영화 이후에는 공통 운용이 되었다. 덧붙여 2000번대와 같이 운전석 배후의 경계창, 수하물 선반, 적수 등에 제조 순서에 의한 변화가 있다.
신조 배치는 1000번대가 전차량 신마에바시 전차구(현·다카사키 차량센터)로 3000번대는 당초 쿠모하 211형·모하 210형·쿠하 210형의 차번 3001 - 3046이 신마에바시 전차구, 3047 - 3062가 오야마 전차구(현·오야마 차량센터) 배치였지만, 2000년부터 E231계가 오야마 전차구에 신조 배치가 된 것에 의해 같은 해 12월 신마에바시구로 배치가 집약되고 있다(현재는 일부가 마쿠하리 차량센터로 전출). 그 때문에 우에노 발착의 운용에서는 우쓰노미야 선보다 다카사키 선이 많다.
덧붙여 우선석의 손잡이는 다카사키소속·마쿠하리소속 모두 전편성에 E233계와 동일한 것으로의 교체가 끝난 상태이다.
0·2000번대와 같이 2008년 가을 무렵 열화한 시트의 모켓지를 제조당시의 암홍색에서 청록색으로 교체하고 있는 것 외에 단계적으로 싱글암식 팬터그래프로의 교체 및 증설(일부)을 실시하고 있다.

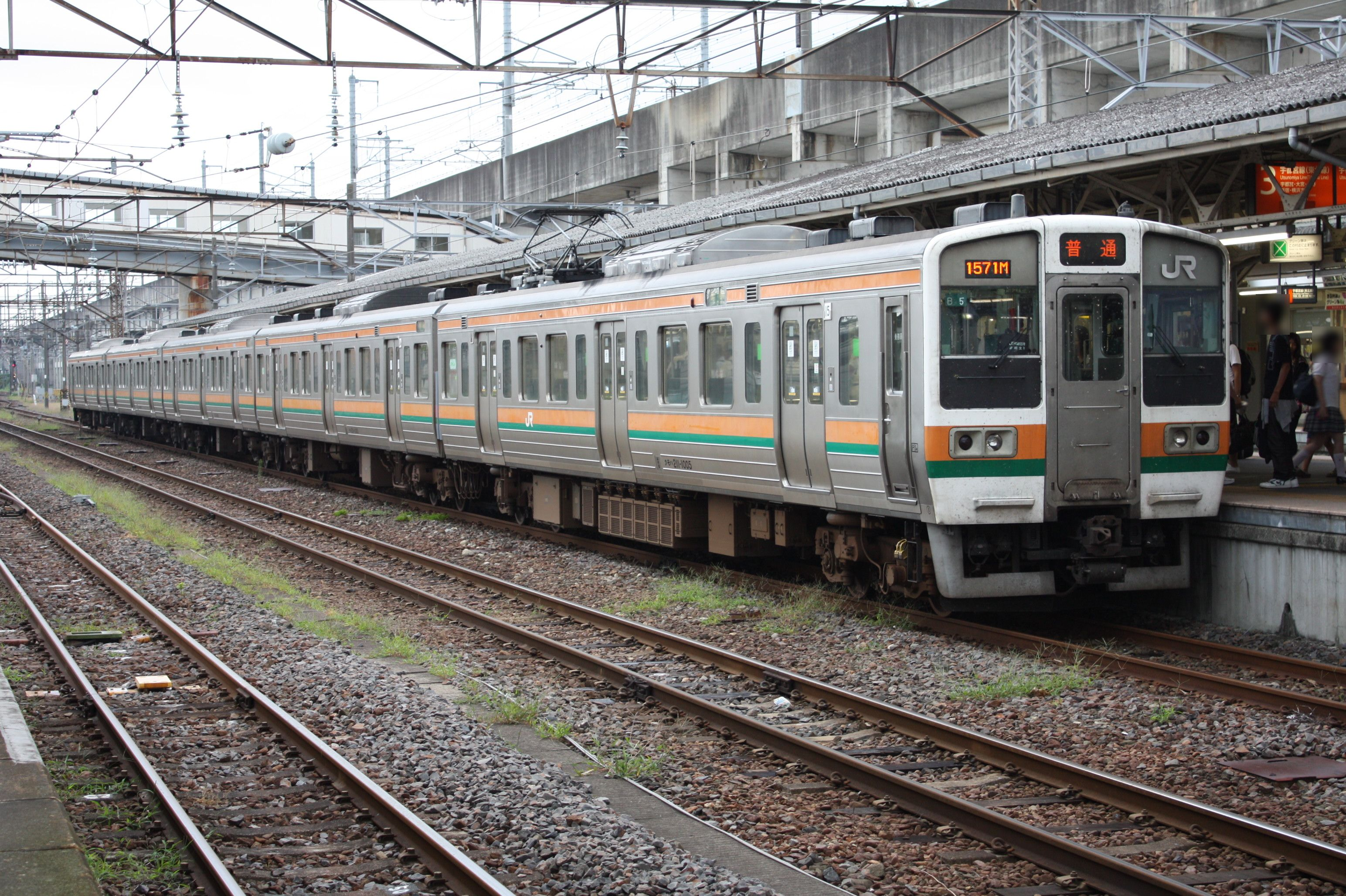
211계 1000번대 우쓰노미야선 고가네이 - 쿠로이소간이나 료모선에서는 5량 편성으로의 운용이 있다
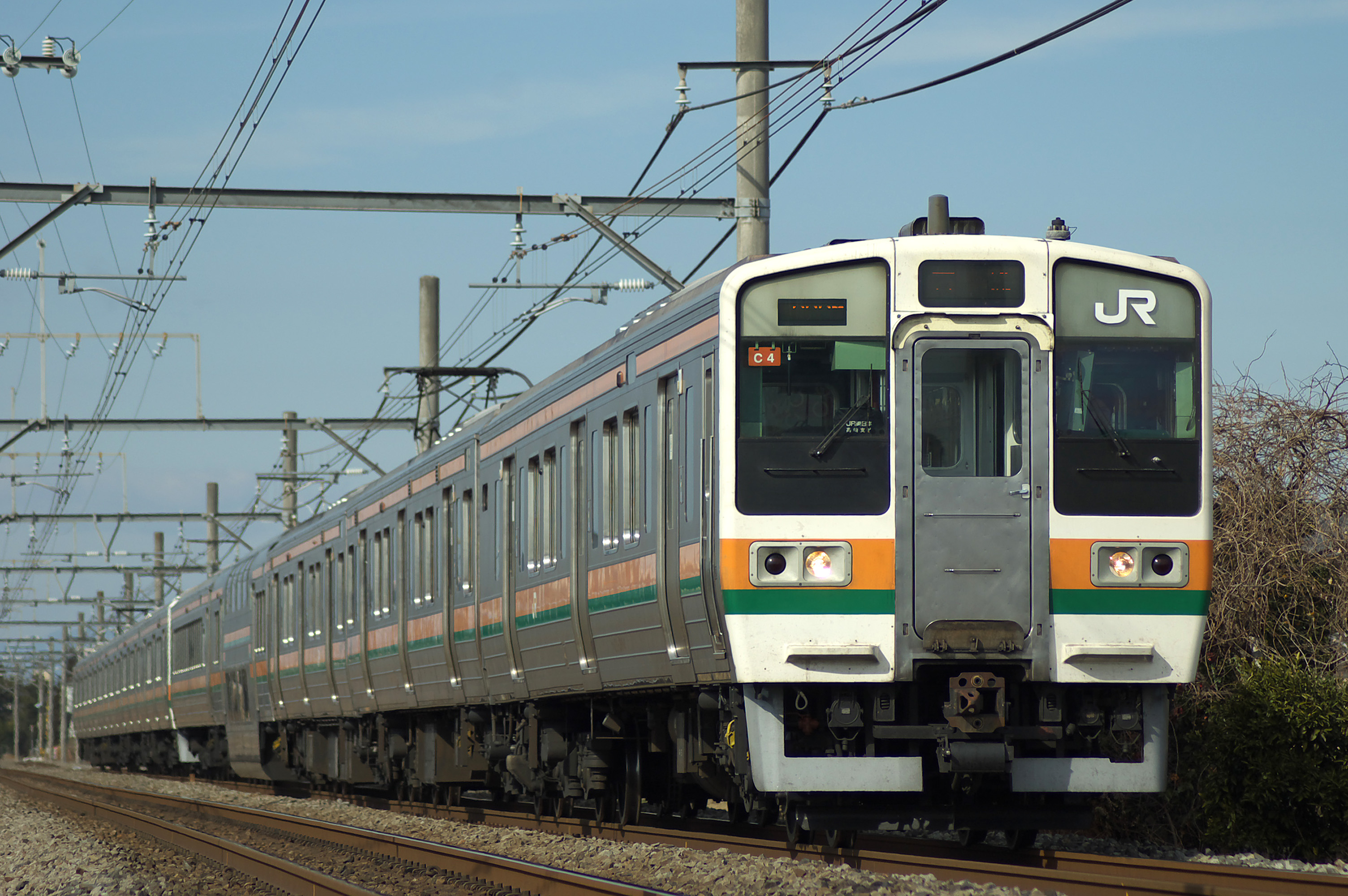
211계 3000번대 2층 그린차를 포함한 10량 편성
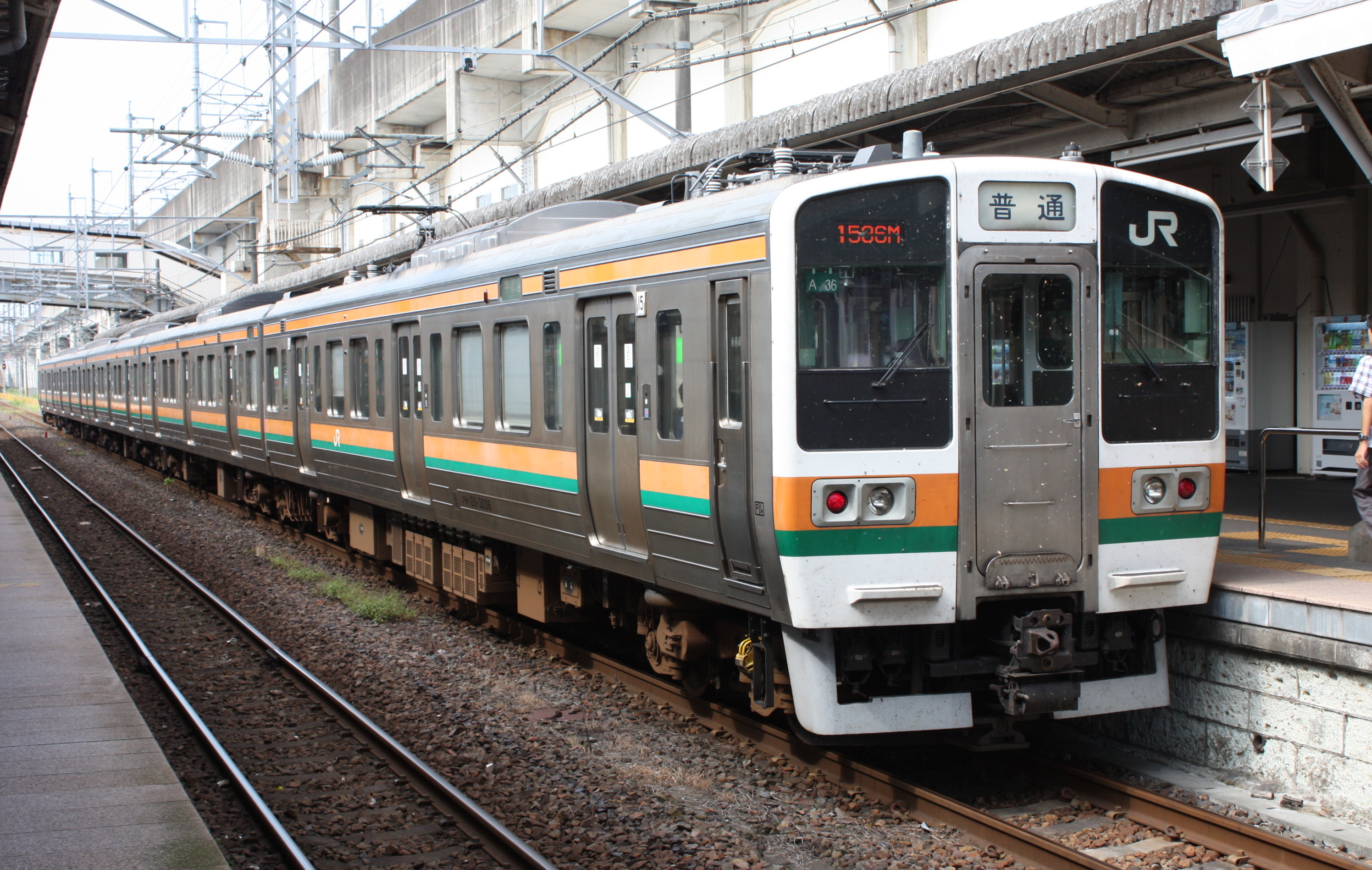
팬터그래프의 증설과 싱글암식으로의 교체를 시공한 211계 3000번대(부속 편성)

### 그린차의 개조 편입 및 개조 전용

#### 0번대 그린차의 개조
후에 서술하는 전용 개조에 의해 0번대 그린차 4형식이 개조되었다. 덧붙여 이러한 차량에는 모두 그린차 Suica 시스템 도입에 수반한 R/W(리더/라이터)가 좌석 위에 설치되고 있다.
사로 211형 1000번대·사로 212형 1000번대
도카이도 본선용 211계 0번대 그린차에서 개조된 차량. 전용된 그린차는 당시 페어인 채 한랭지 사양으로의 개조가 시공되어 원번호+1000번대로 개번되었다. 외관상은 출입문부근의 반자동스위치 설치가 눈에 띈다.
번호의 신구 대조는 다음과 같다(2007년 4월 1일 기준).
- 사로 211/사로 212-1 - 6 → 사로 211/사로 212-1001 - 1006

사로 210형 1000번대・사로 213형 1000번대
사로 211형 1000번대・사로 212형 1000번대와 같이 도카이도 본선용 211계 0번대 그린차에서 개조된 차량. 개조 내용도 그것들과 같다. 또한 이 형식은 전용처에서도 4호차에 2층 그린차를 가지런히 하기 위해, 2층 그린차를 조성할때의 양 차량 모두 방향 전환한 채로의 모습으로 전용되고 있다.
번호의 신구 대조는 다음과 같이(2007년 4월 1일 기준).
- 사로 210/사로 213-1 - 6 → 사로 210/사로 213-1001 - 1006

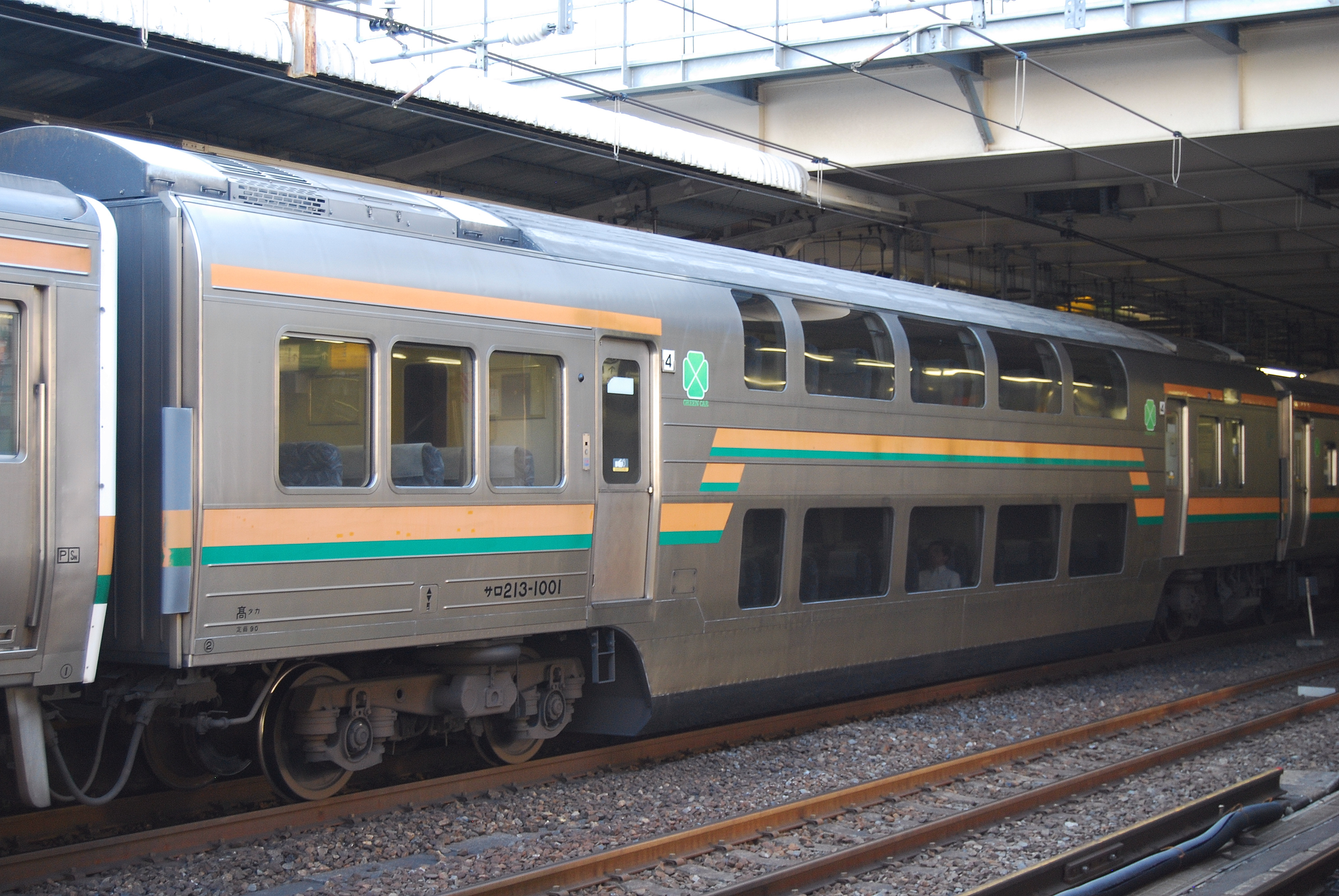
사로 213-1001
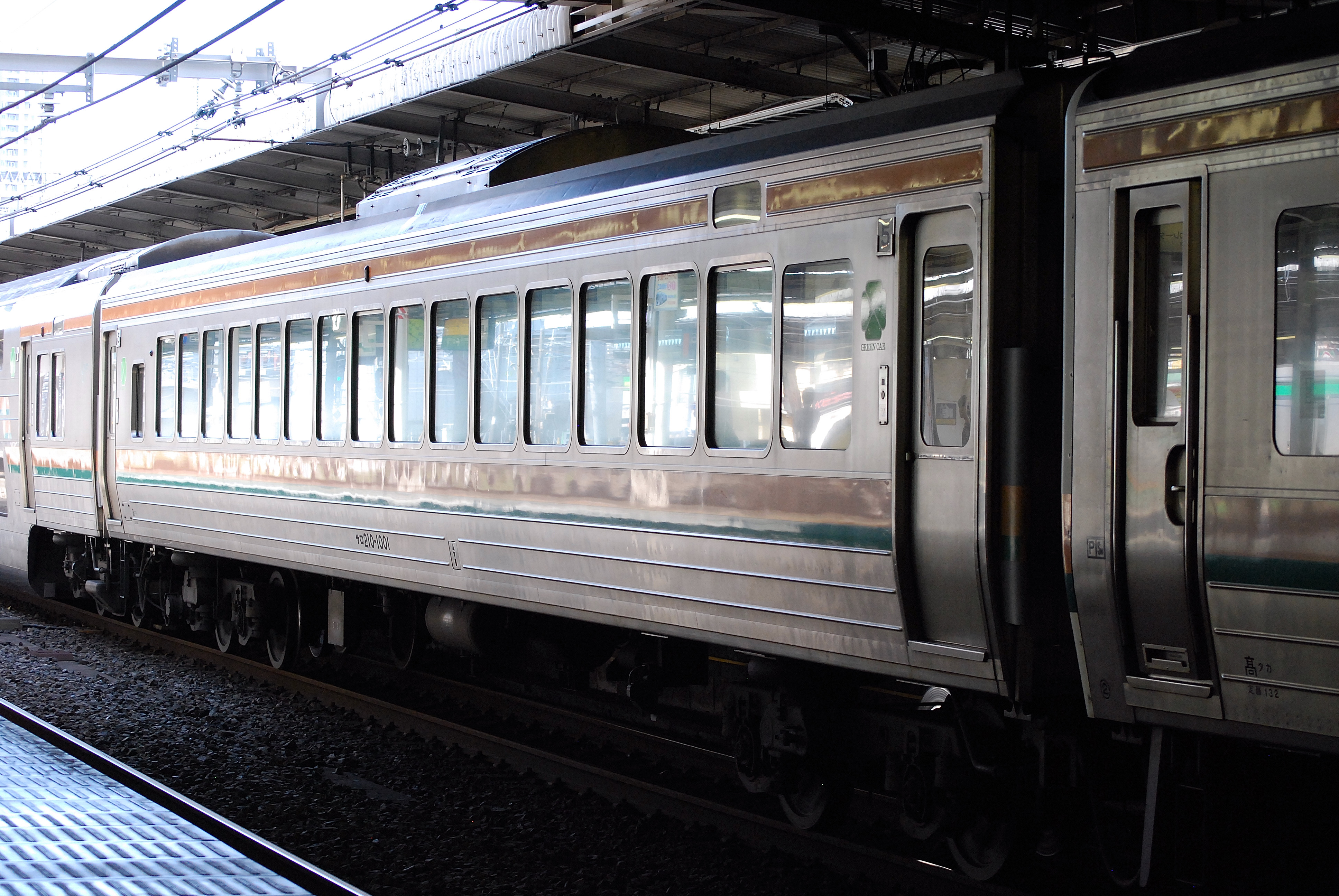
사로 211-1001

#### 113계 2층 그린차의 개조 편입
후에 서술하는 치환 및 전용에 의해 113계 2층 그린차의 2형식이 211계로 개조 편입되었다. 전차 제동 구조를 113계에서 211계의 것으로 변경하는 개조가 시공되고 있다. 이러한 차량에도 모두 그린차 Suica 시스템 도입에 따르는 리더/라이터가 좌석 위에 설치되고 있다.
사로 213형 100번대・사로 212형 100번대
화장실·세면소 포함의 사로 125형 4량과 차장실 포함의 사로 124형 20량에서의 개조이다. 또한 치환대상 편성이 12개 있는 것에서 사로 125형 4량은 정방향으로의 방향 전환으로 사로 213형, 사로 124형중 8량은 방향 전환 후 차장실에 화장실·세면소를 설치하는 개조를 실시하여 사로 213형, 다른 12량은 사로 212형으로 개조되어 각 차원번호+100번대와 개번되고 있다. 또한 동시에 측면 행선 표시기가 LED화 되고 있다.
신구 번호 대조는 다음과 같이(2007년 4월 1일 기준).
- 사로 125-1・2・3・5 → 사로 213-101・102・103・105
- 사로 124-6・7・8・※9・※14・16・17・18 → 사로 213-106・107・108・※109・※114・116・117・118
- 사로 124-1・3・5・※10・15・23・24・※25・※26・※27・※28・※29 → 사로212-101・103・105・※110・115・123・124・※125・※126・※127・※128・※129

※는 원·오후나 전차구(현·가마쿠라 차량센터) 소속의 소부 쾌속·요코스카선용 사로 124형으로 1996년 1월 - 3월에 고즈 전차구(현·고즈 차량센터)에 전속 하여 신쇼난대(태대)가 된 차량이다.
단기간에 대상차량의 개조를 시공하기 위해 차호를 이탤릭 문자로 표시한 사로 124-1·3·5·6·7·8으로부터의 개조차는 대차를 계속 TR69형으로 장착하여 211계로는 유일하게 볼스터 대차를 탑재한 차량이 되고 있다.

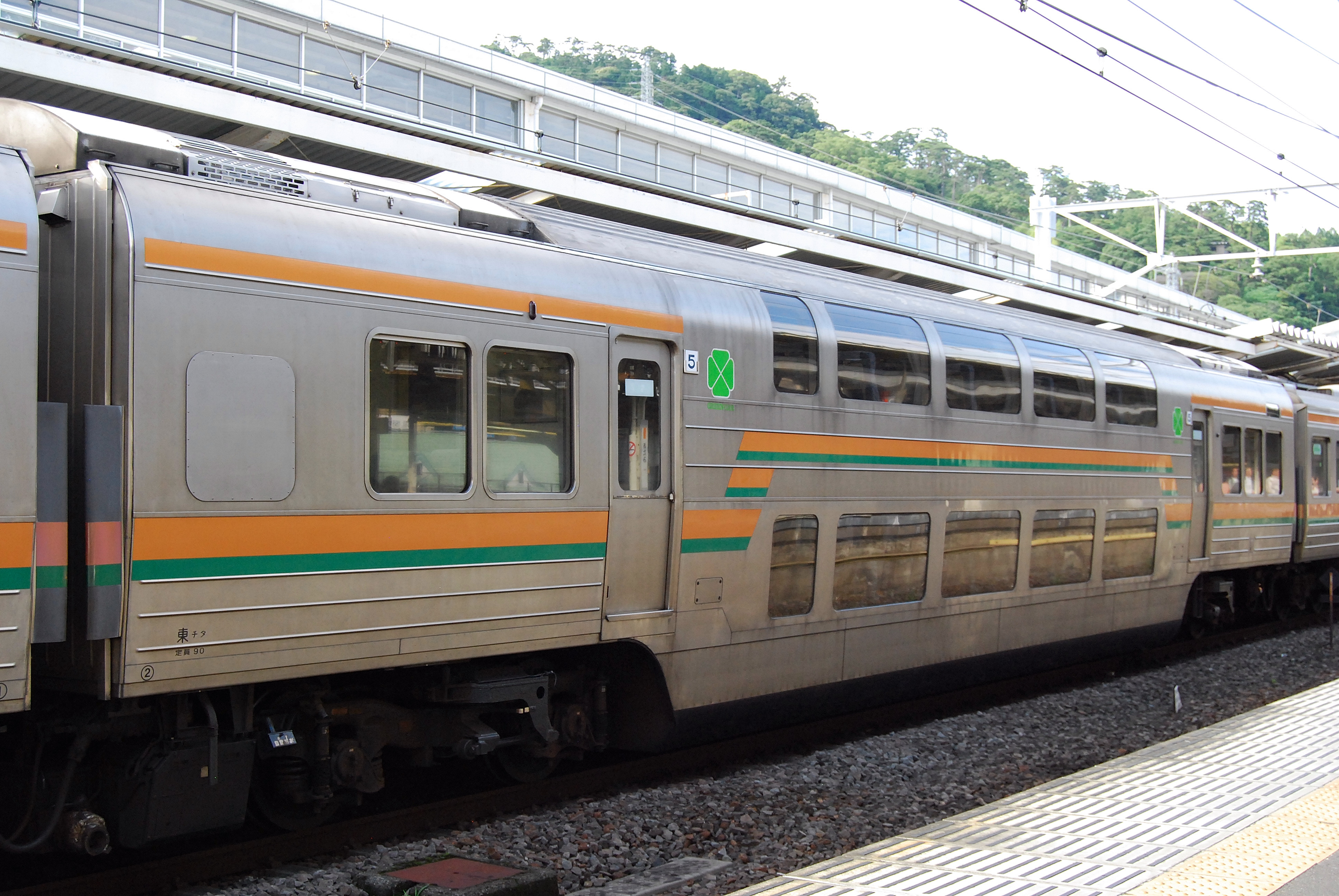
사로 213-107 (대차는 TR69형을 탑재)
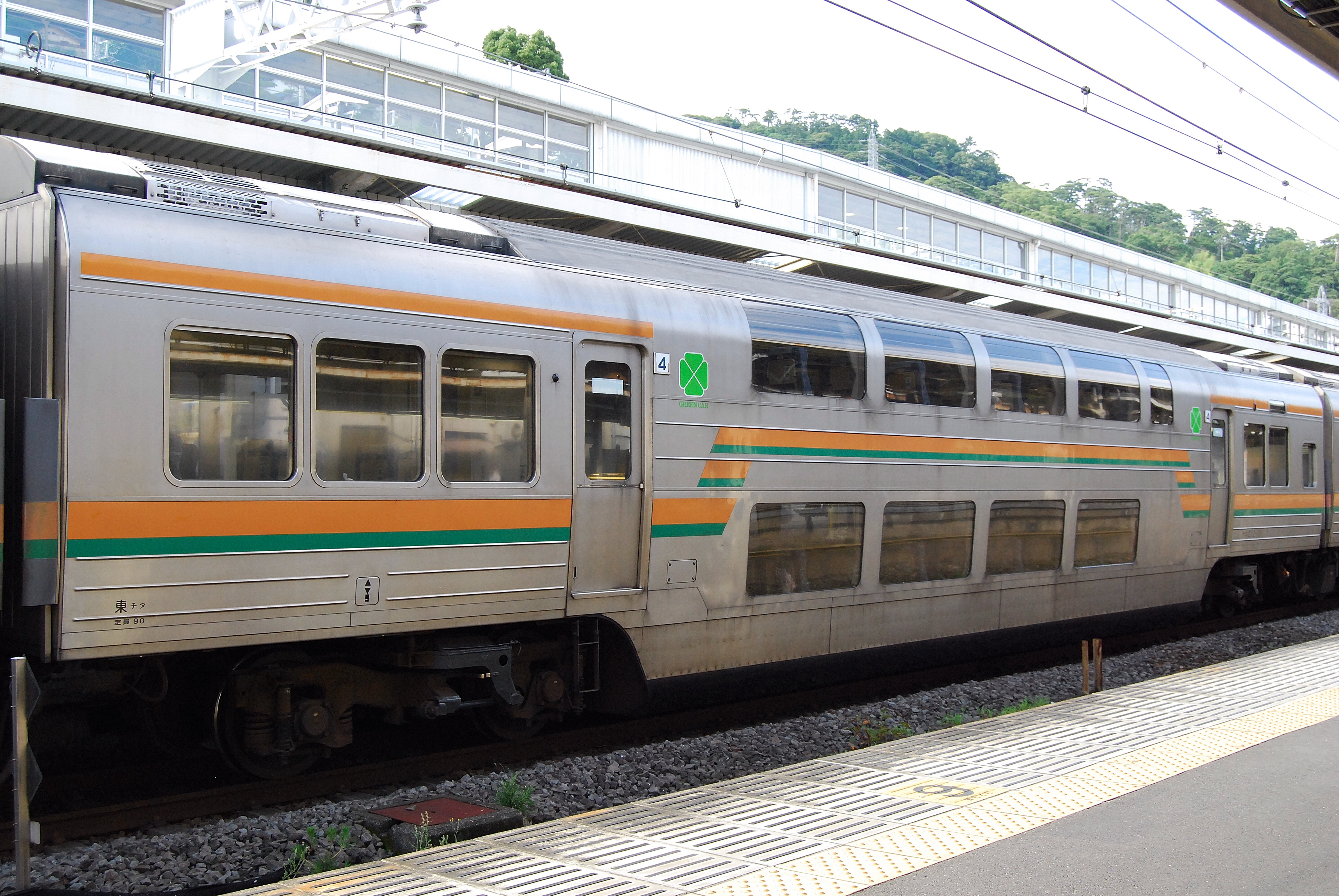
사로 212-101 (대차는 TR69형을 탑재）
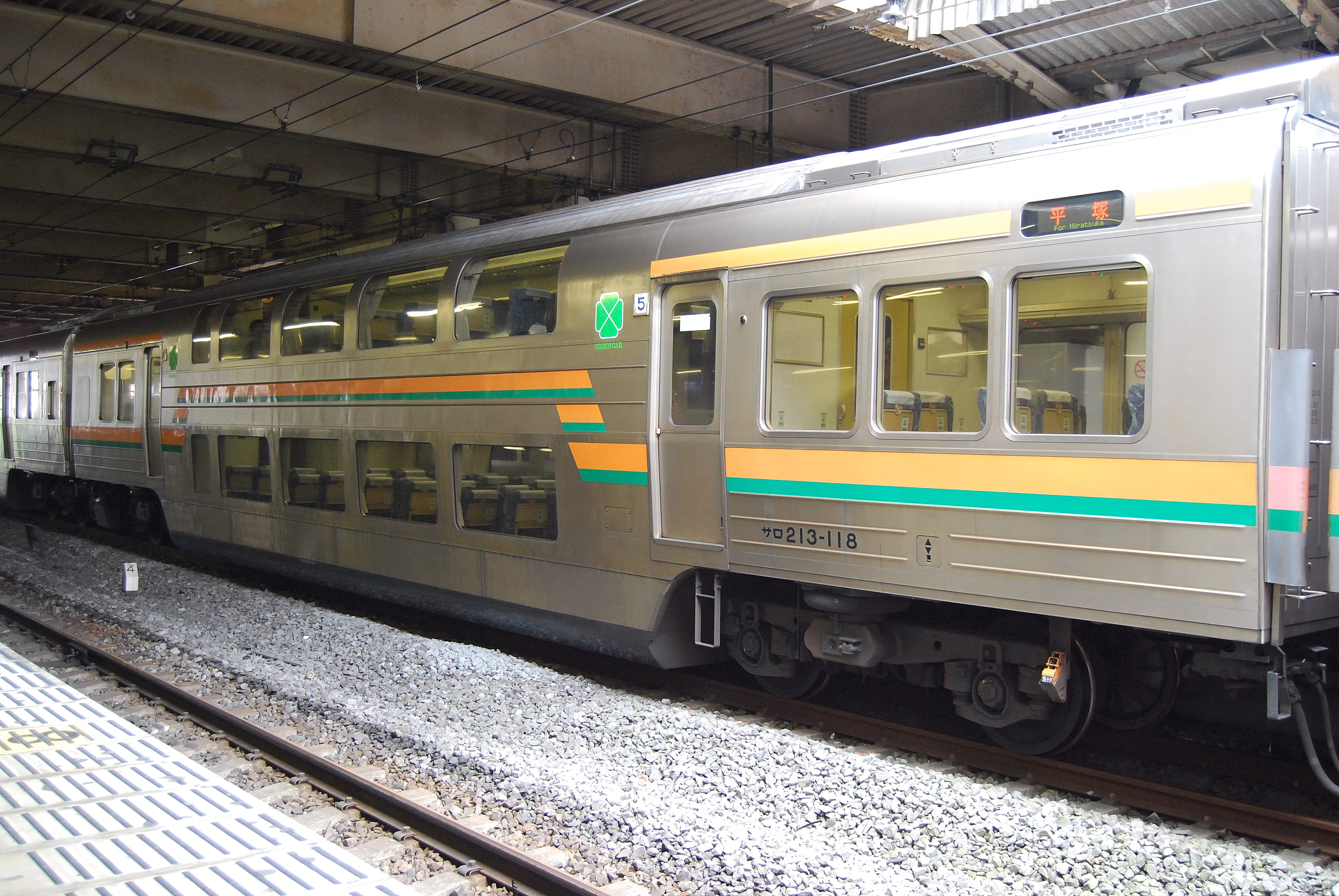
사로 213-118 (대차는 볼스터리스 대차를 장비）
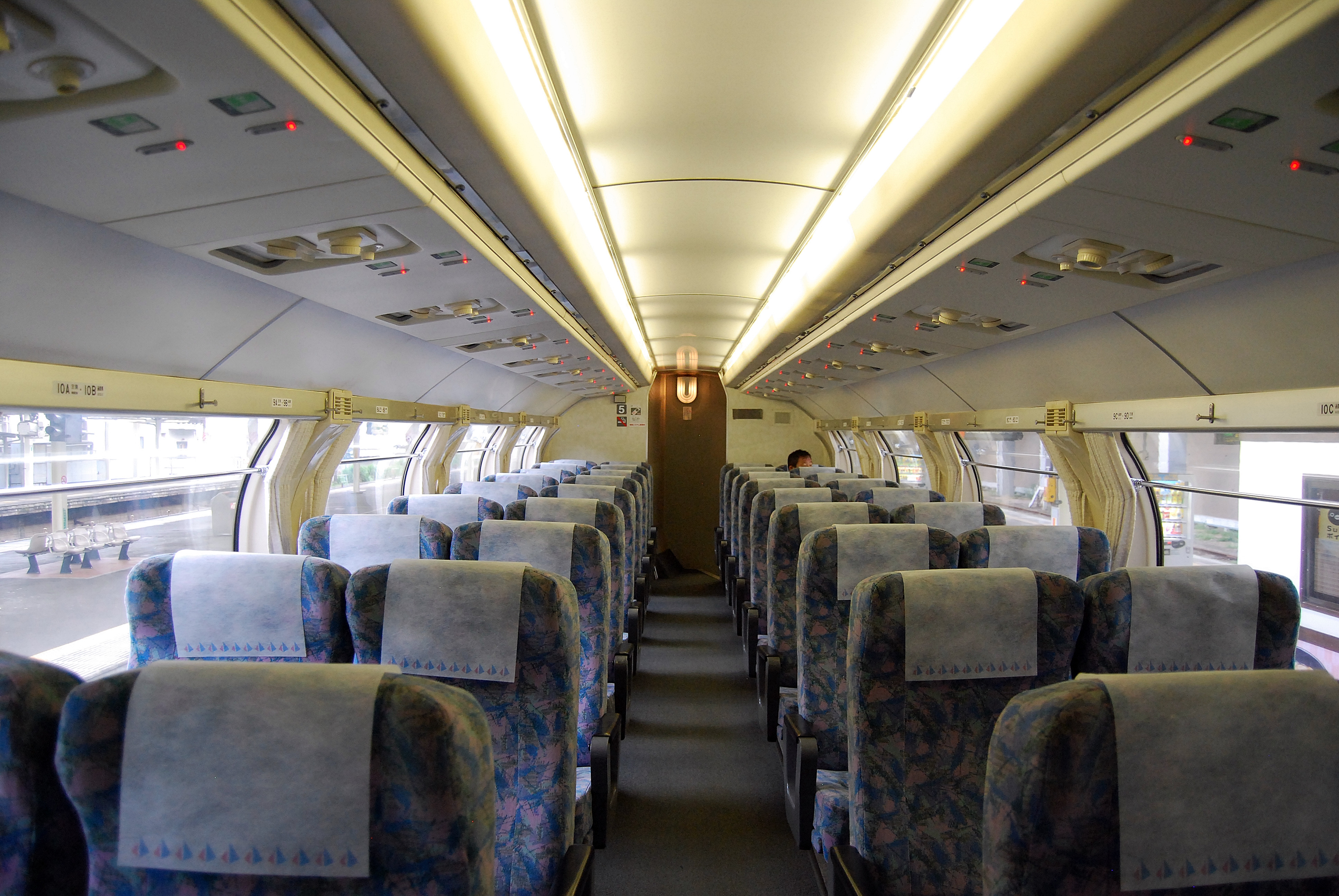
그린차 2층의 차내
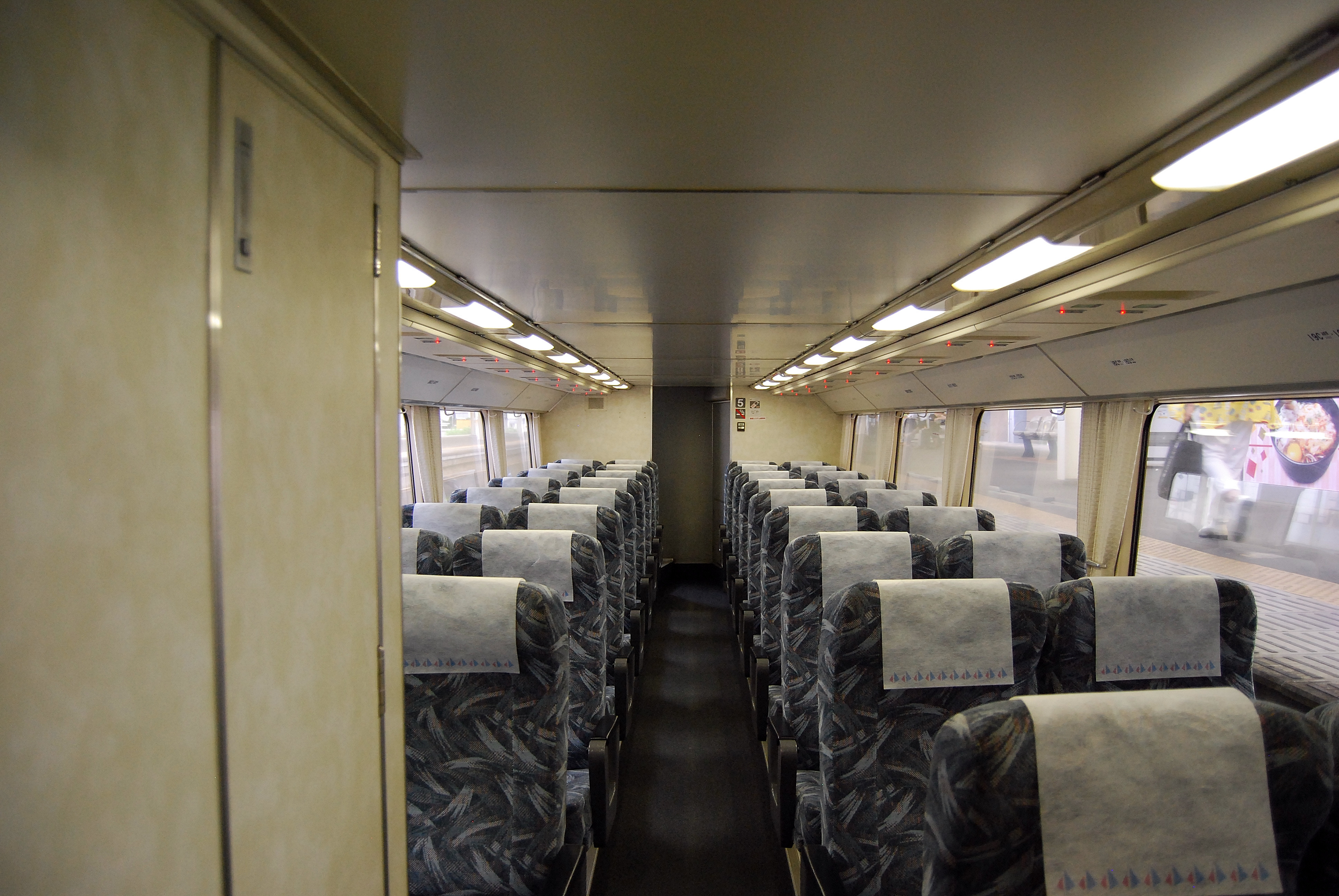
그린차 1층의 차내
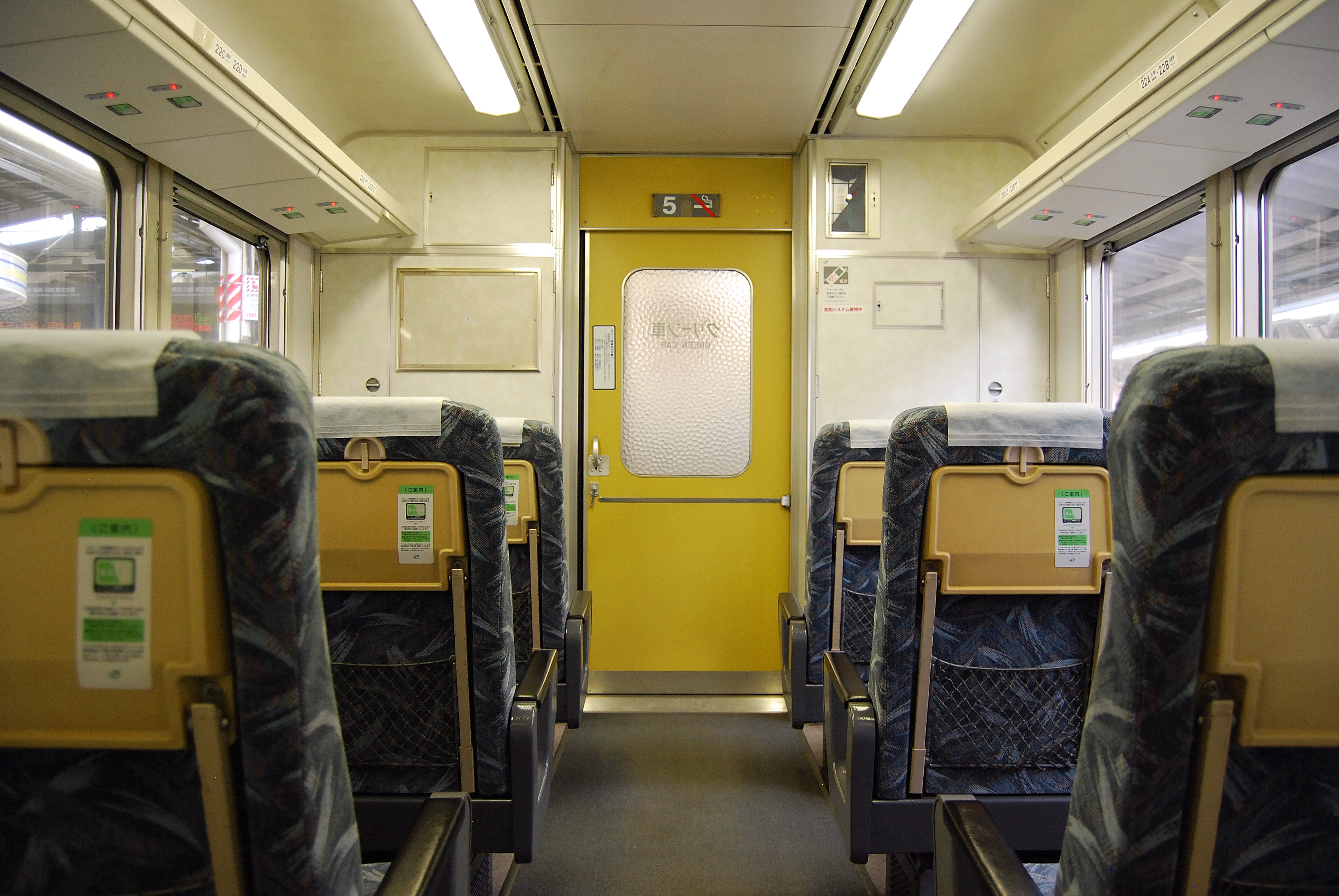
그린차 단층부의 차내

사로 213형 1100번대・사로 212형 1100번대
앞에서 서술한 100번대와 같이 사로 125형 1량과 사로 124형 9량으로부터의 개조로 이러한 개조차는 10량 중 9량이 화장실·세면소를 장비하지 않는 사로 124형인 것으로 인해 사로 125형 1량은 정방향으로의 방향 전환으로 사로 213형, 사로 124형 4량은 방향 전환 후 차장실 부분에 화장실·세면소를 설치하는 개조를 시공하여 사로 213형, 다른 5량은 차장실을 남긴 채 사로 212형으로 개조되어 한층 더 전차량 한랭지 사양으로의 개조(출입문의 반자동 스위치 설치 등)도 시공된면서 각 차원번호+1100번대와 같이 개번 되고 있다. 또한 이들도 측면 행선 표시기가 LED화 되고 있지만 주행중에 소등하는 기능은 없다.
번호의 신구 대조는 다음과 같다(2007년 4월 1일 기준).
- 사로 125-4 → 사로 213-1104
- 사로 124-2・※12・20・22 → 사로 213-1102・※1112・1120・1122
- 사로 124-4・※11・※13・19・21 → 사로 212-1104・※1111・※1113・1119・1121

※는 앞에서 서술한 100번대를 참조.
전술의 100번대와 같이 차호를 이탤릭 문자로 표시한 사로 124-2·4로부터의 개조차 대차에 대해서는 계속해서 볼스터 대차인 TR69형을 장착하고 있다. 또한 컬러 시트의 부착 방법이 다른 요코스카선 계통으로부터의 전입차를 개조한 차량(※가 붙은 차량)에 대해서는 컬러 시트의 첩체는 실시되지 않았다.

#### 도카이도 본선용 그린차의 교체

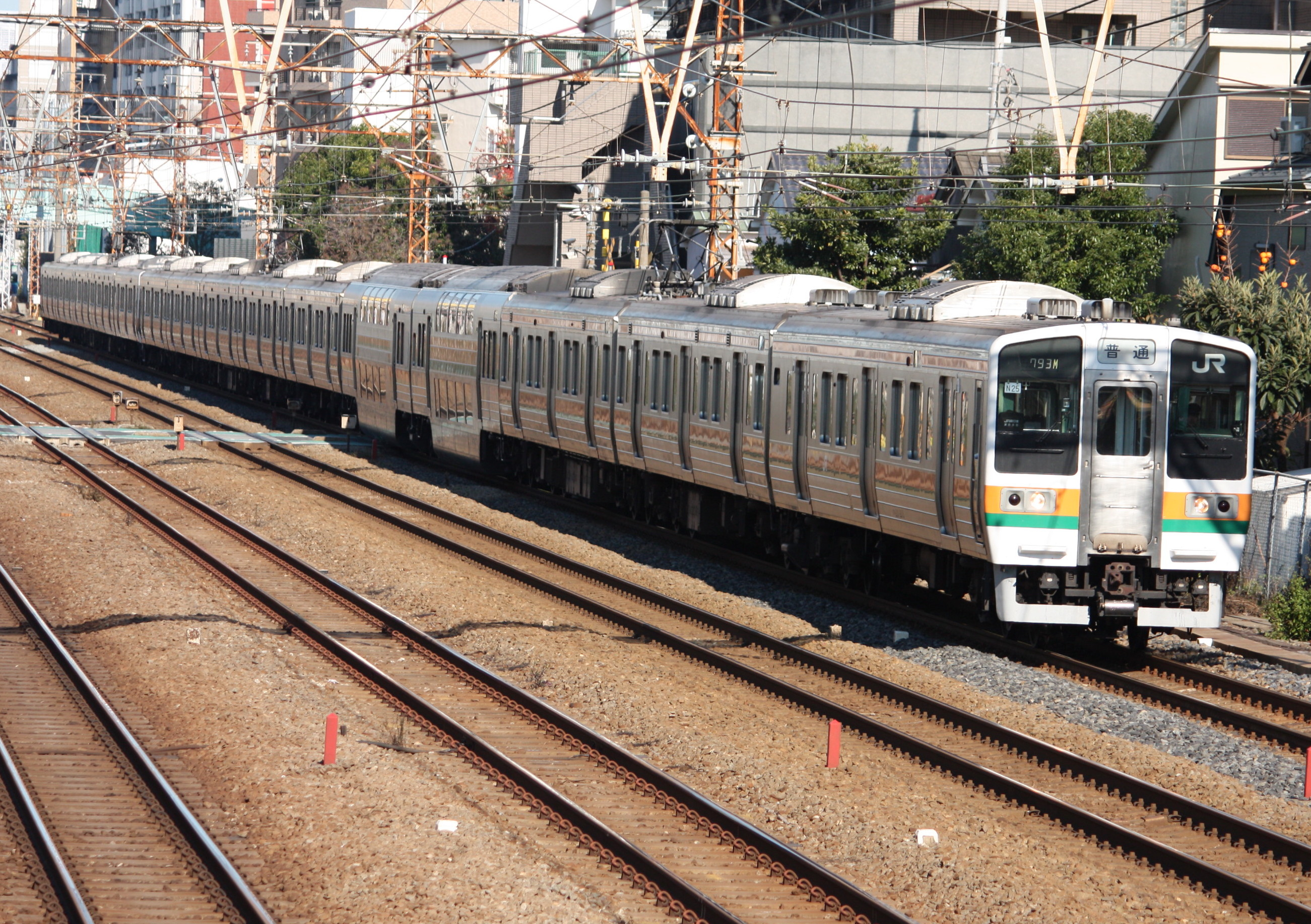
사로 212형 100번대+사로 213형 100번대 조입의 211계 2000번대

2004년 10월부터 2006년 3월에 걸쳐 도카이도 본선 도쿄지구에서 운용되고 있던 고즈 차량센터 소속의 113계가 E231계로 교체된 것과 동시에 211계 사양으로 제조되어 113계에 조성된 2층 그린차 34량(사로 125형 5량·사로 124형 29량)을 211계로 개조 편입하게 되었다. 당초 계획에서 2층 그린차는 모두 우쓰노미야 선·다카사키 선으로 전용할 예정이었다. 그러나 단층차를 병용하고 있던 도카이도 본선용 그린차에 대해 그린차의 이용율이 높고 혼잡이 예상되었기 때문에 모두 2층차로 교체하는 것으로 하고, 2층 그린차 34량중 24량(사로 125형 4량·사로 124형 20량)을 도카이도 본선용으로 개조 편입했다. 또한 단층차와 그것과 페어를 짜는 2층차 12조 24량을 염출하여 나머지 10량과 함께 우쓰노미야 선·다카사키 선으로 전용하는 것으로 했다. 또한 113계가 모두 E231계로 교체되고 있던 2006년 3월 18일의 다이어 개정으로 도카이도 본선·이토 선에서도 그린차 Suica 시스템의 운용이 개시되면서 거기에 대응하기 위한 개조도 아울러 실시되고 있다. 덧붙여 후에 신조된 사로 213형+사로 212형의 2조 4량에 다른 계획 없이 그린차 Suica 시스템 대응 개조를 실시하여 도카이도 본선 도쿄구에서 계속 운용되고 있다.

#### 그린차의 우쓰노미야선·다카사키선으로의 전용
앞에서 서술한 도카이도 본선용 211계 그린차의 전면 2층화에 의해 염출된 단층+2층(사로 211+사로 212×6조와 사로 210+사로 213×6조)의 12조 24량으로 도카이도 본선에서 운용하고 있던 113계의 E231계 교체에 수반하여 잉여가 된 사로 125형 1량·사로 124형 9량(합계 34량)을 활용하여 우쓰노미야 선·다카사키 선용 211계에도 그린차를 연결하게 되었다. 이것에 의해 종래의 5량 편성을 2개 배합하여 사하 2량을 뽑아 1등차 2량을 양편성이 마주보는 선두차간에 연결하는 조성 변경을 실시했다. 이것은 관통 편성으로 할 경우 편성을 통째로 방향 전환할 필요, 211계의 경우 보통차의 부수차인 사하에는 화장실 미설치이며 관통 편성으로 했을 경우 사하의 화장실 설치 공사가 필요한 일 등에 의했다. 그린차의 조입은 3000번대의 편성 34개를 사용하여 실시되어 2006년 9월까지 10량 기본 17편성이 조성되었다. 등장 당초 승무원실에 종래부터의 편성 번호표도 존치한 채로 새로운 편성 번호표를 추가했지만, 전 17편성이 모인 것으로인해 기존의 편성 번호표는 떼어졌다.
당초 1000번대 편성도 사용하여 조성 변경을 할 예정이었지만, 1편성 근처의 정원이 차이가 나는 것과, 후에 서술하는 E231계 투입 계획 변경에 수반하여 타지구(보소 지구·니가타 지구)로의 전출이 예정되었기에 조성 변경 예정은 없어졌다. 1000번대 편성은 2008년 기준으로 주로 부속 편성으로 사용되고 있다.
|        |  | ←쿠로이소·우쓰노미야/마에바시·다카사키우에노→ |          |          |          |          |   |            |          |          |          |          |   |            |          |          |          |            |          |          |
|        |  |                                               |          |          |          |          |   |            |          |          |          |          |   |            |          |          |          |            |          |          |
|        |  |                                               |          |          |          |          |   |            |          |          |          |          |   |            |          |          |          |            |          |          |
| 구편성 |  | 쿠모하 211                                    | 모하 210 | 사하 211 | 사하 211 | 쿠하 210 | - | 쿠모하 211 | 모하 210 | 사하 211 | 사하 211 | 쿠하 210 | - | 쿠모하 211 | 모하 210 | 모하 210 | 사하 211 | 사하 211   | 사하 211 | 쿠하 210 |
|        |  |                                               |          |          |          |          |   |            |          |          |          |          |   |            |          |          |          |            |          |          |
| 신편성 |  | 쿠모하 211                                    | 모하 210 | 사하 211 | 사하 211 | 쿠하 210 | - | 쿠모하 211 | 모하 210 | 사하 211 | 사하 211 | 쿠하 210 | - | 사로       | 사로     | -        | -        | 쿠모하 211 | 모하 210 | 쿠하 210 |

- -는 운전대 위치(사로를 제외하다)를 표현

E231계의 그린차에 도입하고 있는 것과 같은 그린차 Suica 시스템을 도입하기 위해 전좌석 상부에 Suica를 터치하기 위한 리더/라이터도 설치되었다.
그린차 편입에 의해 편성으로부터 제외되어 잉여가 된 사하 211형 3000번대 34량은 전차량 폐차되었으며, 2006년 5월 30일에 4량, 6월 14일에 6량, 7월 9일·23일과 8월 8일에 각각 8량씩 나가노 종합차량센터에 회송되어 그 후 해체되었다.
폐차·해체된 사하 211형 3000번대는 아래와 같다.
- 1986년 제작(24량): 사하 211-3003・3004・3007・3008・3011・3012・3015 - 3018・3021・3022・3025・3026・3029・3030・3033 - 3038・3043・3044
- 1990년 제작(4량): 사하 211-3097・3098・3101・3102
- 1991년 제작(6량): 사하 211-3111・3112・3115・3116・3119・3120

다만 같은 무렵에 료모선 마에바시 - 마에바시오시마 사이에서의 건널목 사고로 측면이 대파된 쿠하 210-3013의 복구에 즈음하여 폐차된 사하 211형 차체의 일부분을 잘라내 재사용하고 있다.
덧붙여 211계의 총 량수는 113계 2층 그린차 34량(사로 125형 5량·사로 124형 29량)을 개조편입했기 때문에 상기의 사하 34량이 폐차된 후에도 변하지 않는다.

### E231계 투입 계획 변경과 211계 보소 지구로의 전용
2006년 3월 JR 동일본은 우쓰노미야 선·다카사키 선 우에노역 발착 열차의 그린차 연결율을 100%로 하는 것을 결정했다. 상기의 조입을 완료한 것만으로는 80% 정도였기 때문에 7월까지 E231계를 110량 추가 투입하여 211계의 그린차 비편성 편성을 교체하였다. 그 때문에 211계 중에서 그린차를 조성하지 않은 편성이 부속 편성으로서 운용되는 것을 제외하고 113계 교체에 수반한 전용 등도 포함하여 대폭 변경되고 있다.
그린차 연결의 편성은 10량×17편성(170량)이며 3000번대 34개가 그린차 조입편성에 사용되어 더 추가하여 부속편성 분의 17편성을 공제하면 211계의 잉여분이 정확히 이번 증비분의 E231계와 같은 수인 110량(5량×22편성)이 된다. 이러한 편성 가운데 70량(5량×14편성)은 해안가를 주행하여 염해에 의한 부식등이 진행되고 있는 보소 지구 각 노선의 113계 교체용으로 마쿠하리 차량센터에 전용하게 되었다. 나머지 40량은 우쓰노미야 선·다카사키 선의 수송력 증강분에 투입할 수 있게 되었다. 2006년 7월 다이어 개정에서는 우에노구의 15량 운용이 증가했기 때문에 우쓰노미야역 - 쿠로이소 역 구간(일부 고가네이역 - 구로이소역 구간)에서 운용되고 있던 E231계 5량 운용이 211계 5량 운용(일부 5량+5량 운용도 있다)으로 변경되었다.
전용 편성은 전면 종별 표시기를 LED에서 막식으로의 복원(일부)과 차체대색을 변경한 다음 오미야 종합차량센터 등에서 2006년 8월 이후 차례차례 출장했다. 마쿠하리 차량센터 소속의 113계의 차체색이나, 가마쿠라 차량센터 소속의 E217계의 띠색인 크림 1호와 파랑 15호의 투톤 컬러(스카색)와는 다르기 때문에 255계·E257계 500번대와 같은 색의 황색에 진하지 않은 파랑인 '치바색'이라고 불렸다. 편성 번호는 마리 401 - 414로 부번되어 2006년 10월 21일부터 운용을 개시했다.
노선 컬러에 의한 행선 표시는 113계가 행선지인데 대해, 211계는 선두차 전면 상부가 노선을, 측면 상부에는 노선을 위에, 행선을 아래에 표시하고 있다. 전용 후에도 반자동 스위치는 남겨진 채로 2006년 12월 2일부터는 치바 역이나 소가역을 제외하고 역에서의 정차 시간이 5분 이상인 경우에 한정하여 출입문옆 반자동문 스위치를 연중 사용하고 있다.
2007년 11월부터 일부 편성에서 집전효율을 올리는 목적으로 팬터그래프를 2기본으로 증설하는 개조를 실시하였다. 증설된 팬터그래프는 싱글암식이 되고 있어 전후로 다른 형태가 되었다. 이 2기 팬터그래프화에 사용된 팬터그래프는 주오 선 201계의 폐차 발생품이다. 이 개조는 마리 402 - 마리 408·마리 410의 8편성에 실시되어 개조 후에는 마리 501 - 마리 508로 편성 번호가 변경되었다. 또한 마리 409·마리 411 - 마리 414에 관해서는 편성 번호를 채우는 움직임으로 마리 404 - 마리 408으로 변경되었다. 그 후 2008년 2월부터는 마리 403 편성을 시작으로 반자동문 스위치가 E233계 형태로 교체되었다.
향후, 게이힌 도호쿠 선에서 전용되는 209계 2000·2100번대의 도입에 의해 2011년도 말까지 113계와 함께 옮겨질 예정으로 염출 된 차량 중 사하 211형 이외의 42량(Mc-M'-Tc'×14개)은 도요타 차량센터에 전속하여 115계를 교체할 예정이다. 이것에 의해 잉여가 되는 사하 211형 28량은 폐차될 예정이다.

### 디지털 무선 대응 공사
JR 동일본 소속차는 앞에서 서술한 그린차 치환(도카이도 본선용) 및 조입(우쓰노미야 선·다카사키 선용)이 종료되고 나서는 승무원실(쿠모하·쿠하)에 디지털 무선 대응 공사가 차례차례 실시되었다. 이것은 1986년부터 각 차량에 탑재하고 있는 열차 무선 장치(주로 신A형 무선)가 노후화 교체의 시기를 맞이하여 특히 수도권에서는 폭설이나 뇌우 등 비상시 전노선 일제의 정보 연락이나 지령 전달을 실시하는 등 높은 이용율을 보이고 있어 지령 통화 회선의 증강이 필요한데다 또한 열차 지원 운행 업무의 충실을 도모하기 위해 지령 통고, 서행 구간 정보, 차량 기기 상태 감시 등의 열차·지상간의 데이터 통신 수요도 확대하고 있는 것으로 인해 그들을 가능하게 한 무선 시스템의 변경을 목적으로 하여 설치하고 있다.
이것에 즈음하여 차량측에도 탑재 공사를 시행중이며 시공된 차량은 승무원실의 천정 부근 2곳에서 장치가 들어간 박스가 객실에 돌출되어 있는 것이 특징이다. 또한 운전대에는 '디지털 무선 대응이 끝난 상태'라고 표기된 씰이 첨부 되고 있어 소형의 간이 모니터 장치(E231계 등에 탑재되고 있는 TIMS 모니터와 표시가 아주 비슷하지만, IC카드로 기억된 시각표나 디지털 열차 무선 운용시 필요한 정보를 표시하는 정도의 기능 밖에 없다)를 설치하고 있다.
다카사키 차량센터 배치차의 그린차와 연결하고 있는 선두차 가운데 3호차의 쿠모하 211형에는 모니터는 설치되어 있지 않지만, 6호차의 쿠하 210형에는 설치되어 있다.

### 그린차의 편성
도카이도 선·우쓰노미야 선·다카사키 선에 연결되고 있는 211계 그린차의 편성은 기존의 것을 포함하고, 크게 나누면 아래의 4가지 방법이 존재한다. 덧붙여 모두 전자가 5호차로 후자가 4호차이다.
또한 '다마치'는 다마치 차량센터 소속의 약어, '다카사키'는 다카사키 차량센터 소속의 약어이다.
| 편성                     | 편성     | 현재의 해당 편성                                                         | 과거의 해당 편성                                      |
| ------------------------ | -------- | ------------------------------------------------------------------------ | ----------------------------------------------------- |
|                          |          |                                                                          |                                                       |
| 사로 211+키로 210        | 0번대    |                                                                          | (1985년 - 1989년)다마치: N1・N2・N3・N4・N5・N6       |
| 사로 211+사로 212        | 0번대    |                                                                          | (1989년 - 2007년)다마치: N1・N2・N3・N4・N5・N6       |
| 사로 211+사로 212        | 1000번대 | (2007년 - )다카사키: C1・C2・C3・C5・C6・C9                              |                                                       |
| 사로 210+사로 213(반전） | 0번대    |                                                                          | (1989년 - 2007년)다마치: N21・N22・N23・N24・N25・N26 |
| 사로 210+사로 213(반전） | 1000번대 | (2007년 - )다카사키: C4・C7・C8・C10・C11・C12                           |                                                       |
| 사로 213+사로 212        | 0번대    | (1989년 - )다마치: N31・N32                                              |                                                       |
| 사로 213+사로 212        | 100번대  | (2007년 - )다마치: N1・N2・N3・N4・N5・N6・ N21・N22・N23・N24・N25・N26 |                                                       |
| 사로 213+사로 212        | 1100번대 | (2007년 - )다카사키: C13・C14・C15・C16・C17                             |                                                       |

### 현재의 소속 차량기지 및 사용노선과 그 운용
- 아래와 같이는 2009년 3월 14일 기준의 데이터.
- 사용노선의 것※은 과거에 사용된 선구나 시운전등으로 입선한 선구를 나타낸다.
- 아래와 같은중의■■는 띠색을 나타낸다.

#### 다마치 차량센터
- 노선 색: ■■
- 소요차량：210량이 재적
  - 0번대 10량 6편성(N1 - N6편성, 전편성 2층 그린차 2량 연결）
  - 2000번대 10량 8편성(N21 - N26, N31・N32편성, 전편성 2층 그린차 2량 연결, N31・N32편성은 0번대의 2층 그린차）
  - 2000번대 5량 14편성(N51 - N64편성）
- 사용노선
  - 도카이도 본선・이토 선(도쿄 - 누마즈・이토 구간）
  - ※국철 시대에는 하마마쓰까지의 정기 운용과 임시 열차로 이즈큐시모다까지, JR화 이후는 시마다까지의 정기 운용과 요코스카 선(요코스카역까지)의 입선실적을 가진다.
- 운용
  - 0·2000번대의 10량 편성은 공통 운용으로 5량 편성을 병결하여 최대 15량 편성으로 보통 및 쾌속 '아크티'에 운용된다. 하행의 히라쓰카 5:55발 아타미행의 보통 723M만 5량 편성의 단독 운용이 있다. 덧붙여 5량 편성은 아타미 이서로는 입선하지 않는다.

#### 다카사키 차량센터
- 노선 색: ■■
- 소요차량 : 295량 재적
  - 1000번대 5량 11편성(B1 - B11편성）
  - 3000번대 10량 17편성(C1 - C17편성, 전편성 그린차 연결, C1 - C12편성은 단층 그린차 1량+2층 그린차 1량 연결, C13 - C17편성 2층 그린차 2량연결)
  - 3000번대 5량 14편성(A1·A23 - A28·A30 - A34·A36·A37편성, A31 - A34·A36·A37편성은 팬터그래프를 2대 탑재)
  - 2010년 3월부터 선두부의 스커트에 V자 모양의 철판을 달아 그 배장기능을 높인 차량이 등장하고 있다.
  - 구별 때문에 표시막이 노선에 의해 분류되고 있어 우에노행 및 다카사키 선 방면은 흰색바탕에 검은문자, 우쓰노미야 선 방면은 초록에 백문자가 되고 있다.
- 사용노선
  - 다카사키선
  - 우쓰노미야선(우에노역 - 쿠로이소역)
  - 조에쓰선(다카사키역 - 신마에바시역）
  - 료모선
  - ※영업 개시전의 시운전에서는 조에쓰 선 미나카미역까지와 아가쓰마선에도 입선하고 있다.
  - ※쇼난 신주쿠 라인에서도 운행개시 당시부터 2004년 10월 15일까지 10량 또는 15량 편성으로 도카이도 본선 오다와라·요코스카선 즈시까지 입선하고 있었다.
  - ※신에쓰 본선(다카사키역 - 요코가와역)에서도 2009년 3월 13일까지 5량 편성이 운용되고 있었다.
- 운용
  - C편성(10량 편성) 및 C편성+A편성 또는 B편성(15량 편성)
    - 다카사키 선·조에쓰선 다카사키 - 신마에바시간·료모선 신마에바시 - 마에바시간과 우쓰노미야 선 우에노 - 우쓰노미야역간의 보통 및 쾌속 '어번'·'래빗'('래빗' 은 토요일·휴일의 하행 운용만)과 통근 쾌속으로 운용된다. 다만 15량 편성은 다카사키 선 가고하라역(후카야역 발착에 한정하여 후카야역) 및 우쓰노미야 선의 우쓰노미야역까지의 운용.
    - A편성 및 B편성은 후카야 - 다카사키 구간에는 영업 운행에 충당되어 있지 않다. 가고하라 - 신마에바시 구간을 회송하는 것으로 입출고 하고 있다.
    - 드물게 C편성 6호차 - 10호차의 5량 단독으로 A편성·B편성과 같이 부속 편성 취급으로 사용되는 경우가 있다.

  - A편성 및 B편성의 단독 운용
    - 우쓰노미야 선의 고가네이 - 구로이소 구간(주로 우쓰노미야 - 구로이소간, 일부 5량+5량 편성), 조에쓰 선 다카사키역 - 신마에바시역 구간·료모선 전구간에서 운용된다.
    - 2009년 12월 중순부터 동계 사이 료모선 운용차량의 일부가 2개 팬터그래프 탑재 편성 한정으로 취급되어 양쪽 모두의 팬터그래프를 올려 운용되었다.

#### 마쿠하리 차량센터
- 노선 색: ■■
- 소요차량：70량 재적

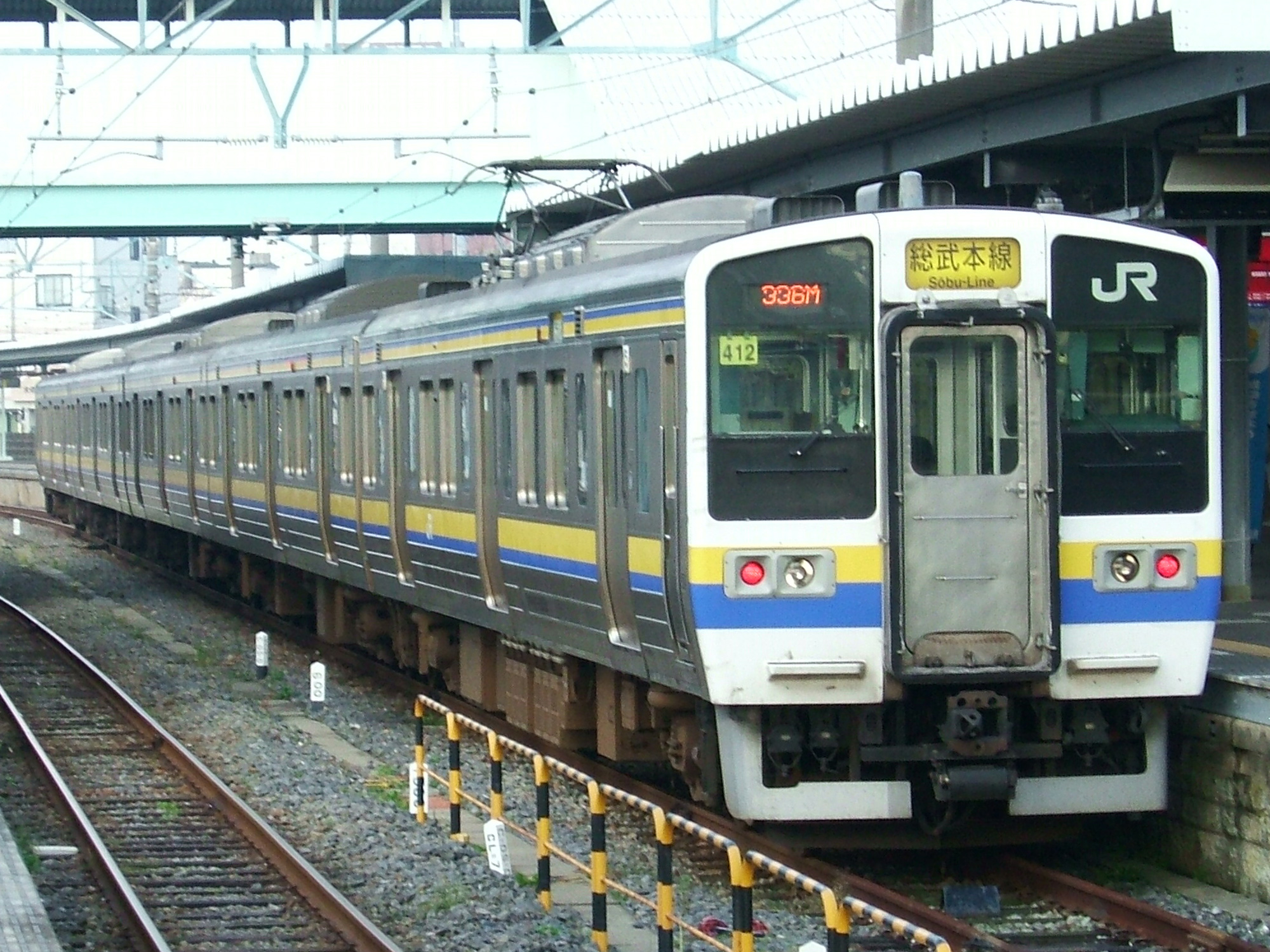
마쿠하리 차량센터 소속 차량 모습(2006년 12월 14일)

  - 3000번대 5량 14편성(마리 401・405 - 408・501 - 509편성）
- 사용노선
  - 소부 본선(지바 - 조시간)
  - 나리타선(사쿠라 - 나리타 - 사와라 - 미쓰기시간)
  - 우치보선
  - 소토보선
  - 도가네선
- 운용
  - 113계의 6량 편성의 운용을 2그룹으로 분리하여, 그 1그룹을 211계 치환편성으로 운용하고 있다. 2007년 3월 18일의 다이어 개정으로 10량 편성(5량+5량)으로의 운용도 개시되었다.
  - 소부 본선·나리타선에서는 113계 6량 편성의 운용을 모두 211계로 교체했기 때문에 운용이 많다. 한편 우치보선·소토보선·도가네선으로의 운용은 적다.
  - 가시마 선에 대해서는 사와라역 0번선(가시마선 되돌림 열차가 사용) 홈의 길이가 4량분 밖에 없기 때문에 정기 운용은 없다.

## JR 도카이 소속

### 국철 시대에 투입된 0번대

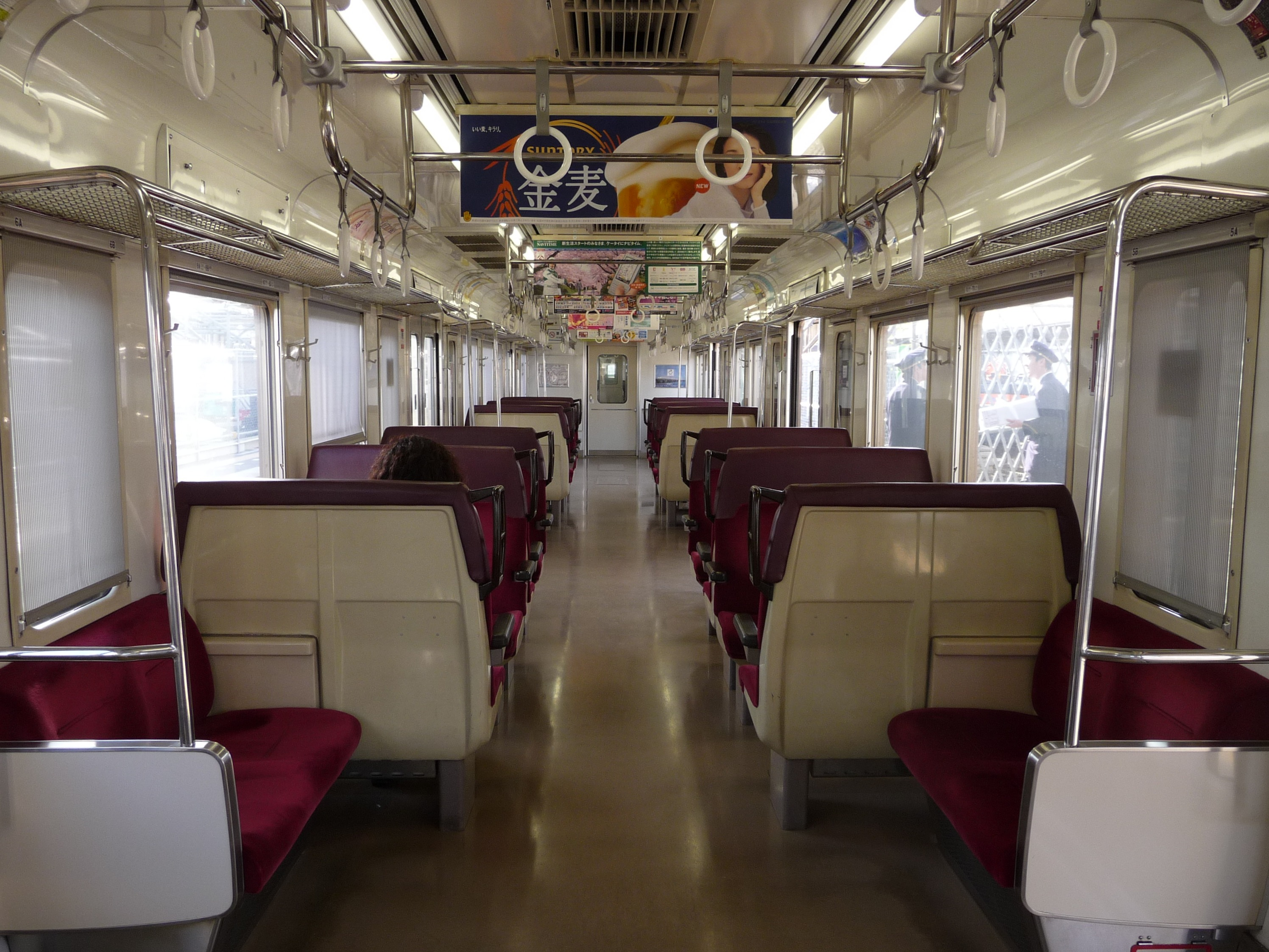
JR 도카이 소속 211계 0번대
C2편성의 실내

국철 시대 1986년 도카이도 본선 쾌속 증비용으로 0번대 4량(McM'TTc') 2편성 8량이 제조되었다. 그 후의 증비가 후에 서술하는 롱시트차인 5000번대차로 이행하여 8량만의 세미 크로스시트차로 이단적인 존재가 되고 있다. 또한 쿠모하 211형의 0번대는 이 2량이 유일하다. 서비스 개선차원에서 차장 스위치의 설치 위치 변경을 실시하여 운전실 배면창의 확대를 실시했다. JR 동일본에서 추가 투입된 211계(2000번대, 3000번대)에서도 같은 변경을 실시하고 있다.
등장 당초에는 도쿄 지구용과 달리 선두차의 전기 연결기와 자동해방연결장치가 비설치(대신에 점퍼마개를 장비하였다. 이 때문에 도쿄 지구용과는 스커트 주위의 조작에 차이가 있다)로 외장도 청색의 띠에 흰색 핀스트라이프를 넣은 독자 컬러였다. 그 후 해당 차량을 이어받은 JR 도카이의 회사 이미지가 오렌지색이 된 것에서 1988년에 다른 차와 같은 오렌지색과 녹색의 쇼난색대로 고칠 수 있었다. 이것과 같은 시기에 전기 연결기와 자동해방연결장치도 설치되어 있다.
신조 당시부터 진료 전차구(현·진료 차량구)에 배치되어 있었지만, 영업에 제공되는 것은 도카이도 본선만으로, 주오 본선은 출입구 회송에만 머문 것으로 인해 1989년에 오가키 전치구(현·오가키 차량구)에 전속하고 있다.
1989년 7월 가나야마 역 개업에 수반한 시각표 개정에서는 동시에 신설된 신쾌속에 311계나 117계와 함께 충당되었다. 다음 해의 시각표 개정으로 311계가 증비 투입되었기 때문에 신쾌속 운용에서는 1년 단위로 퇴역했다.
전면 방향막은 당초 '보통' '쾌속' 등의 종별 표시만이었지만, 1990년부터 보통 열차 충당시에는 행선지(로마자 병기)를 표시하도록 변경되었다. 1991년부터 오가키, 진료의 5000번대 전면 방향막은 서체가 JR 도카이 서체의 것으로 변경되었지만, 0번대는 측면 방향막만 변경되고 전면은 변경되지 않았지만, 1997년에 전면도 JR 도카이 서체로 변경되었다. 1999년에는 아래와 같은 측면 방향막의 변경에 수반하여 종별 표시로 변경되었다.
1999년, 도카이도 본선에 313계가 대량증비 되어 고속 다이아로 이행한 것으로 인해 최고속도를 120km/h 대응으로 하는 개조 공사가 실시되었다. 대차의 요댐퍼 설치나 제동의 증압대응 공사 외에 측면 행선 표시기도 311계와 같은 열차 종별막과 행선막을 별개로 한 방식의 것으로 변경되었다. 또한 311·313계의 LED 표시기를 조작할 수 있도록 조작반과 그것을 차장이 확인할 수 있도록 LED 장치를 설치하고 있다(객실내는 아니고 승무원실내). 2000년에는 차내외의 호차표시가 떼어졌다. 요즘부터 313계 5000번대가 등장하는 2006년 8월까지 토요일, 휴일만의 상행 1왕복만 신쾌속을 담당했다. 2005년에는 베리어프리화 대응으로 도어 차임의 설치와 쿠하 210형의 휠체어 스페이스 신설을 실시했다. 마이바라 방면의 박스시트 1조 철거 후에 2명분의 롱시트를 이전하여 그 위치로의 설치가 되고 있다. 더욱이 팬터그래프가 싱글암식의 것으로 교체된 것 외에 전락 방지용 막의 설치, 매달린 손잡이의 증설도 실시되고 있다.
현재는 도요하시 - 하마마쓰·가케가와간의 보통 열차를 중심으로 운용되고 있으며 기후역까지의 운용이나, 311계와의 병결운용도 존재한다. 검사로 인한 기지 입장시에는 311계로 대신 운용한다. JR 도카이에서는 2010년에 313계가 증비투입되어 국철 시대에 제조된 117계등이 일소될 예정이지만, 국철 시대에 제조된 해당 차량은 도태의 대상이 아니기에 계속해서 사용될 예정이다.

### JR 도카이에 의해 투입된 5000·6000번대

#### 개요
1988년에 등장한 JR 도카이 사양차이다. 2M3T를 기본으로 하는 JR 동일본의 0·2000번대 등과는 달리, 4량(McM'TTc'=2M2T) 또는 3량(McM'Tc'=2M1T)을 기본으로 한 전동차 비율이 높은 편성이 되고 있다.
나고야·시즈오카 도시권에서 사용되는 것에서 러시아워 대책 때문에 좌석은 올 롱시트로 하여 당초에는 화장실을 모두 생략했다. 또한 실내에서의 전망을 배려하고, 전면 관통문과 운전무에서 조수석측의 창을 하부로 확대했다(213계 전동차와 같은 디자인). 실내는 승강문의 객실측을 화장판 마무리로 하여 마루바닥도 난색계의 2색으로 했다. 차내의 정숙성을 높인 것 외에 좌석은 0·2000번대 등에 비교하여 쿠션재를 두껍고, 깊이를 깊게 변경하여 안정감의 향상을 도모하고 있다. 덧붙여 전기 연결기·자동해결장치의 장비에 수반하여 점퍼 연결기가 생략 되고 전두부의 스커트 형상이 0번대와 다르다. 또한 각 차량 양단 4개의 출입문에는 도어 마감 표시등이 설치되어 장시간 정차시 등 도어컷시에 표시한다.
보조 전원은 종래차의 3상 교류 440V에서 직류 600V로 변경하고 기존의 브러시리스 전동 발전기에서 DC-DC 컨버터를 채용하여 냉방 장치도 인버터 제어 방식의 집약 분산식 C-AU711D-G1형 2기본으로 변경되었다. 제습 기능도 부가되고 있다.
1988년부터 1991년까지 쿠모하 211형 77량(5000번대 48량·5600번대 20량·6000번대 9량), 모하 210형 68량, 쿠하 210형 77량(5000번대 57량·5300번대 20량), 사하 211형 20량의 합계 242량이 제조되었다. 장기간에 걸쳐 제조되었기 때문에 사양 변경도 많아, 형태로서는 1차 도입분부터 4차 도입분까지 분류된다.

##### 1차차
1988년 7월에 4량×4개, 3량×6개의 합계 34량이 진료 전차구에 투입되어 주오 본선에서 운용을 개시했다. 측면 행선 표시기는 막식이 아니고, 성 점검을 고려한 LED식이 되었다. 1단 표시를 위해 표시창의 천지가 낮아져 막판부의 장식대와 같은 높이가 된 것이 특징이다. 그 때문에 일본어와 영어를 동시에 표시하지 못하고 양 언어가 교대로 표시된다. 4량은 쾌속 운용에도 충당되었다.

##### 2차차
노후된 103계 전동차나 113계 전동차의 교체 및 열차 증비, 편성 증강을 위해 1988년 11월부터 1989년 3월까지 4량×16편성 3량×11편성의 합계 97량이 진료 전차구에, 3량×11편성의 합계 33량이 오가치 전차구에 투입되었다. 이것에 의해 도카이도 본선에서의 운용도 개시되었다.
1차차의 LED식 측면 행선 표시기는 시인성에 문제가 있었기 때문에 본차차에서는 천지치수가 그대로 막식으로 변경되었다. 또한 압력은 대용량의 큰 것으로 변경되었다. 덧붙여 사하 211형의 증비와 쿠모하 211형 5000번대의 증비는 이 2차 도입분으로 종료된다.

##### 3차차
시즈오카 지구로의 투입도 시작되어 1989년 7월에 3량×17편성이 제조되었지만, 이번 증비차에서는 새로운 구분 번대가 생겼다.
1·2차 도입분에서는 단거리 운용이 주체였기 때문에 화장실을 생략하고 있었지만, 차량의 증비에 수반하여 주오 본선에서의 쾌속 운용이 증가했다. 이 때문에 장거리 승객으로부터 화장실이 없는 것의 불만이 속출하여 쿠하 210형에 화장실을 설치한 5300번대가 등장했다. 동시에 쿠모하 211형에도 협소 건축 한계 터널이 존재하는 주오 본선 나카쓰카와 이북이나 미노부 선으로의 입선에 대비하여 지붕의 일부를 조금 낮춰 협소 건축 한계 터널 사양 팬터그래프 C-PS24A형을 탑재한 5600번대가 등장했다.
우선 3량×6편성이 진료 전차구에 투입되어 1·2차차의 4량에서 사하를 제외하여 4량화했다. 남는 11편성에 대해서는, 진료구에 쿠하 210형 5300번대가 필요한 것, 시즈오카 지구 투입차에 미노부선의 운용을 고려한 쿠모하 211형 5600번대가 필요했던 일로 진료구의 2차차 4량×11편성의 쿠하 210형 5000번대와 신제차의 쿠하 210형 5300번대로 교체했다. 교체된 쿠하 210형 5000번대는 쿠모하 211형 5600번대를 포함한 유닛과 3량을 구성하여 시즈오카구에 투입되었다. 이 편성 변경으로 5000번대 계열 첫 전속차가 발생했다.
2차 도입분 이후의 변경점은 측면 행선막이 막식인 채 천지 치수가 확대(0번대와 같은 사이즈가 된다)된 것 외에 장래 최고속도의 120km/h 대응을 고려하여 증압 제동을 준비한 공사로 한 점이다.
쿠하 210형 5300번대는 화장실 부분의 빛창을 폐지하여 변소 대면측의 좌석은 211계 2000번대와 같이 등받이는 롱시트와 같은 높이의 크로스시트로 했다.

##### 4차차
1990년 3월 쿠모하 211형 5600번대와 쿠하 210형 5300번대차를 포함한 3량×3편성이 진료 전차구에 투입되었다. 화장실 없이 남아 있던 1차차 4량×3편성에서 사하를 제외하여 4량화했다. 이 증비로 진료구의 4량은 모두 쿠하 210형 5300번대차 편입의 화장실이 설치되었다.
한층 더 시즈오카 지구 증비차로서 신구분 번대, 1M사양차인 쿠모하 211형 6000번대가 등장하고 있다. C-CS59A형 주제어기나 C-MT64형 주전동기를 탑재하는 등 주행 장치는 213계 5000번대와 같은 사양이며 2량 편성으로의 운행이 가능해졌다. 또한 화장실은 2량이기 때문에 생략되어 쿠하 210형 5000번대의 연번으로 신제되었다. 2량×3편성이 시즈오카 운전소에 배치되어 비냉방의 115계 전동차 교체를 위해 고텐바 선에 투입되었다.
3차차로부터의 변경점은 선두차 조수석측 상부의 열차 번호 표시기를 처음부터 생략하고, 차량 외부 스피커의 설치 위치가 창 사이의 한곳 집중에서 냉방 장치 키세내로 변경되었다. 그 때문에 냉방 장치는 측면의 슬릿 형상이 변경된 C-AU711D-G4형으로 변경되었다. 측면 방향막은 사이즈는 3차차와 같았지만, 막의 서체가 JR 도카이 형태의 서체로 변경되었다(로마자 표기도 머리 글자만 대문자의 타입으로 변경). 또한 211계 6000번대에 대해서는 객실내 관통문이 311계와 같은 창면적이 큰 형태로 변경되었다.
1991년 3월에는 6000번대 증비차 2량×6편성이 시즈오카 운전소에 투입되었다. 이 증비차에서는 측면창이 일부를 제외하고 고정식으로 변경되고 있다. 덧붙여 6000번대는 고텐바 선에서의 운용에 적합하지 않고, 이번 증비차와 함께 전차량 도카이도 선 운용중심으로 변경되었다.

##### 편성
| 4량 편성              |                     |                    |                      |
| 쿠모하 211 -5000 (Mc) | 모하 210 -5000 (M') | 사하 211 -5000 (T) | 쿠하 210 -5300 (Tc') |
| 쿠모하 211 -5600 (Mc) | 모하 210 -5000 (M') | 사하 211 -5000 (T) | 쿠하 210 -5300 (Tc') |

| 3량 편성              |                     |                      |
| 쿠모하 211 -5000 (Mc) | 모하 210 -5000 (M') | 쿠하 210 -5000 (Tc') |
| 쿠모하 211 -5600 (Mc) | 모하 210 -5000 (M') | 쿠하 210 -5000 (Tc') |

| 2량 편성              |                      |
| 쿠모하 211 -6000 (Mc) | 쿠하 210 -5000 (Tc') |

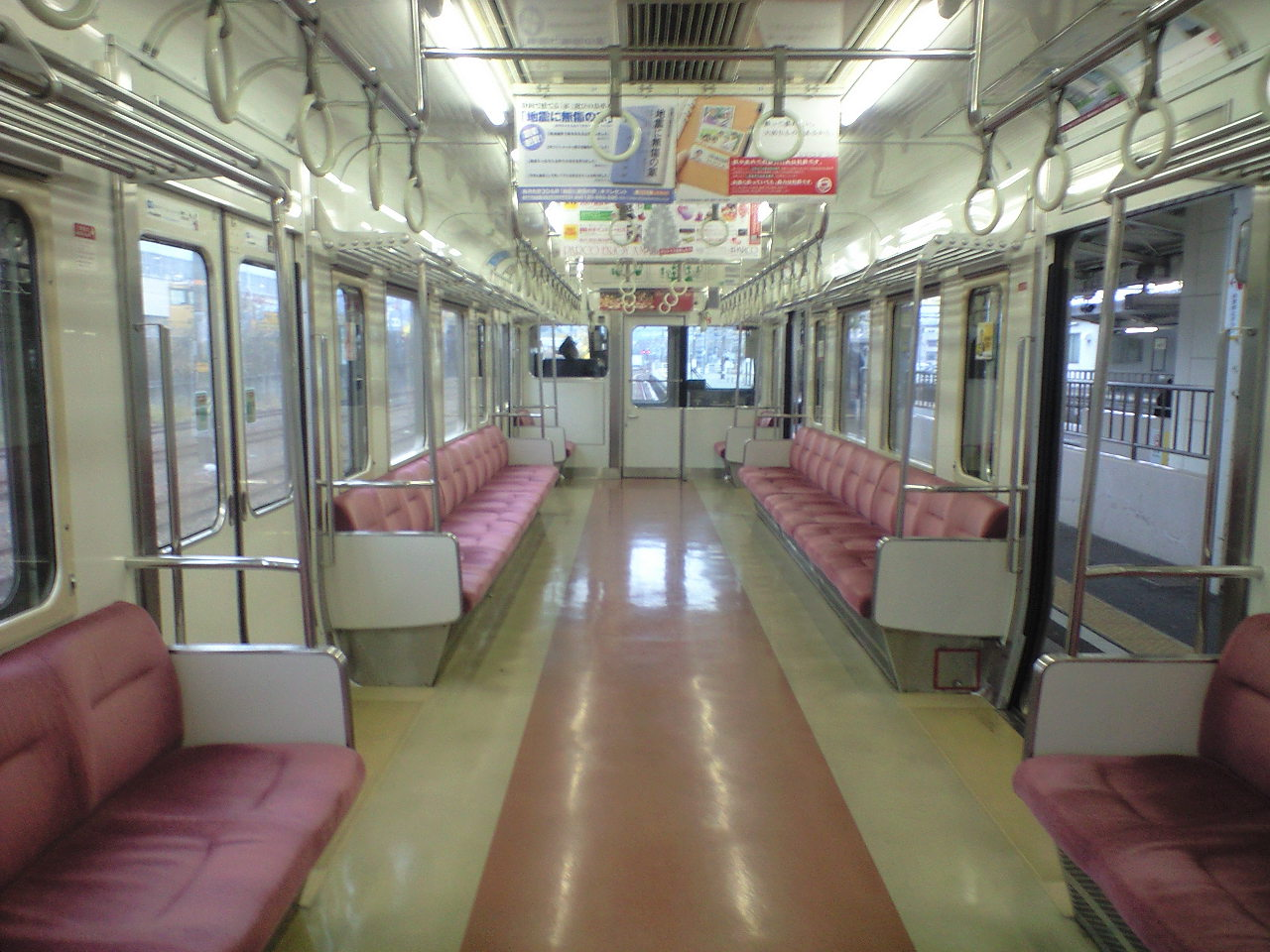
쿠모하 211-5000 실내
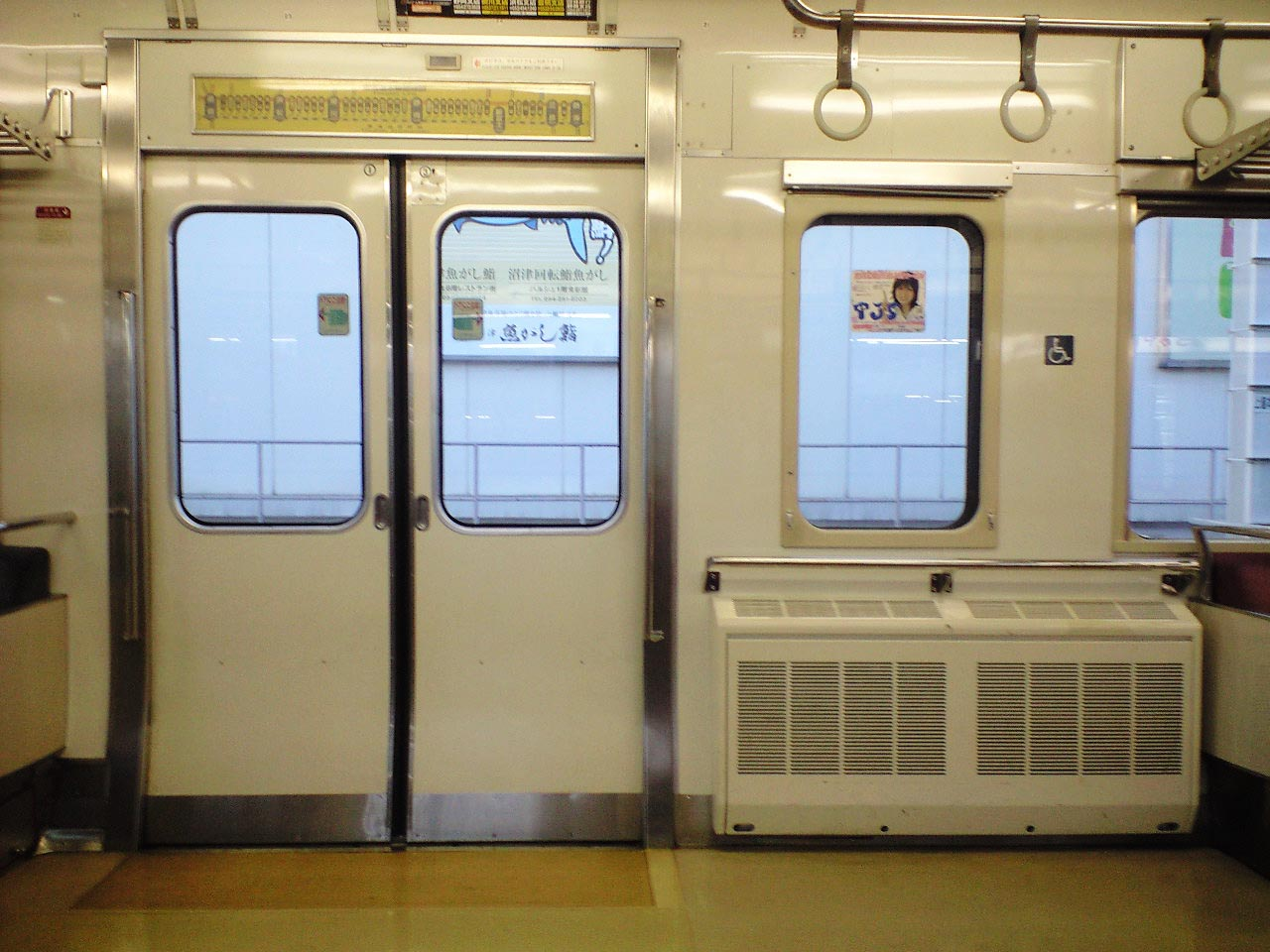
쿠하 210-5000 실내 휠체어 스페이스 부근 출입문은 화장판 마무리이다
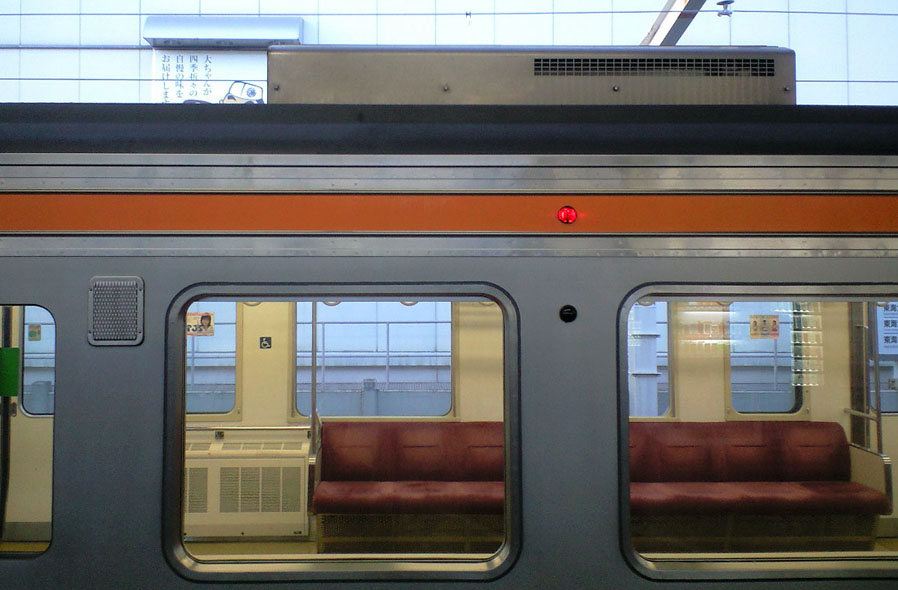
차체 측면으로 스피커가 붙는다 5000번대 초기차
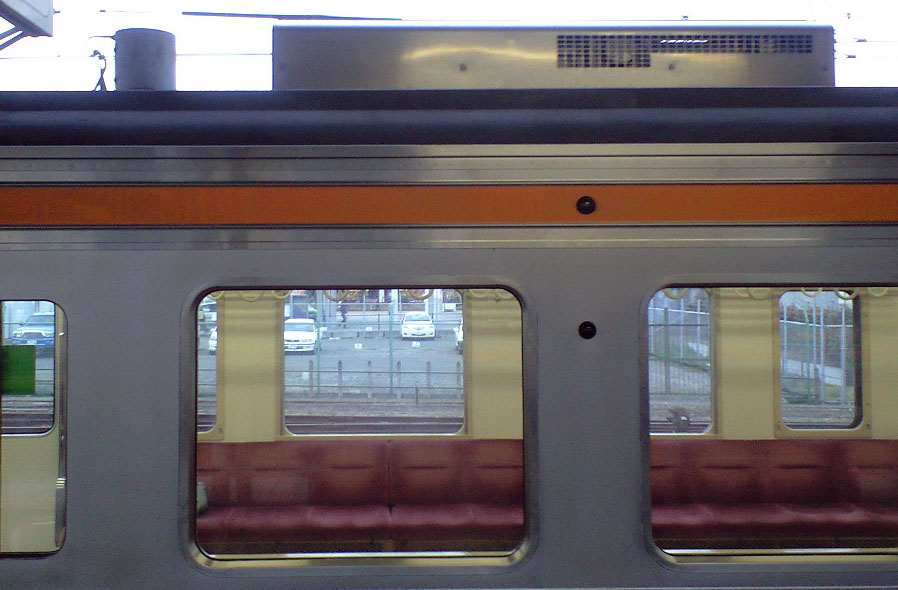
냉방 장치 키세에 스피커가 붙는 5000번대 후기차
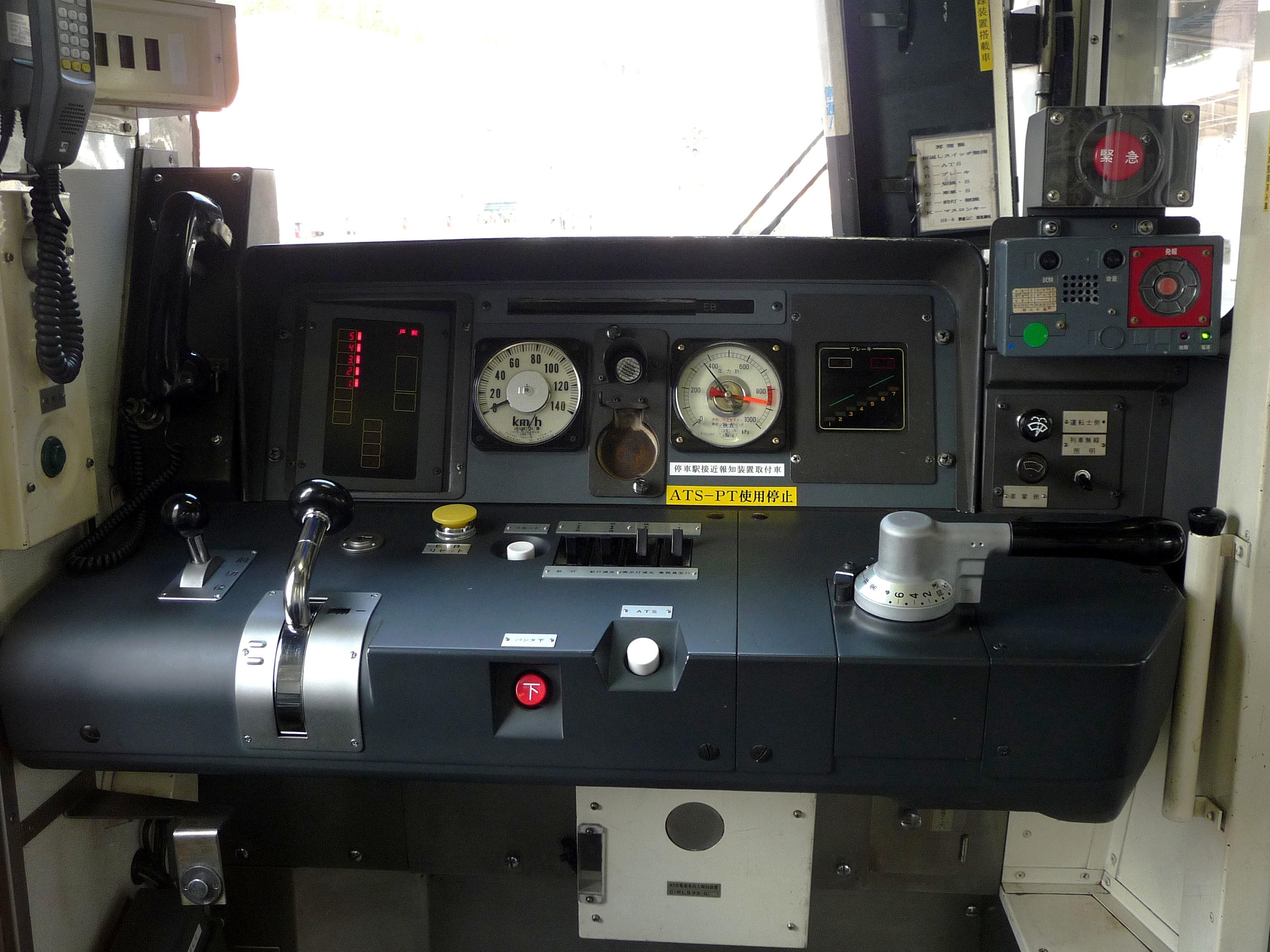
쿠모하 211-5000 운전대

#### 신조 후의 주된 움직임
- 1989년
  - 오가키구로의 2차차 투입에 수반하여 도카이도 선에서의 운용이 개시되었지만, 합쳐서 진료구에 배치되어 있는 본계열의 도카이도 선으로의 진출도 개시되었다. 다만 오가키구의 본계열은 후년의 시즈오카구 전출까지 주오선에서 정기 운용에 붙지는 않았다. 열차 번호 표시는 사용되지 않는 것으로인해 선두차의 차번을 표시하게 되었다.
  - 시즈오카구에 투입된 본계열은 주로 후지 - 시마다간 아루가 셔틀로 충당되었지만, 일시적으로 오가키까지의 운용에 투입된 적도 있었다.
- 1990년
  - 진료구의 4차차 투입에 수반하여 진료구의 2차차 3량 1편성이 오가키구에 전출했다.
  - 전면 방향막은 보통 열차의 경우 행선지(로마자 병기)를 표시하도록 변경되었다.(쾌속 열차의 경우는 흰 바탕에 파랑으로 '쾌속'의 표시, 행선지는 표시되지 않는다). 다만 시즈오카구 배치차는 로마자 표기 없이 행선지만의 표시가 되었다.
- 1991년
  - 오가키, 진료구 배치차의 전면 방향막(로마자 병기)이 JR 도카이 타입의 서체로 변경되어(쾌속 열차의 경우는 청색바탕에 흰색으로 '쾌속'의 표시) 3차차의 측면 방향막도 4차차와 같이 서체가 JR 도카이 타입의 서체로 변경되었다(로마자 표기도 머리 글자만 대문자의 타입으로 변경). 다만 2차차의 막은 변경되지 않았던 외에 시즈오카구 배치차도 변경되지 않았다.
  - 오가키발 도요하시행의 보통 열차 1개를 이이다선 신시로까지 연장(이이다선내는 쾌속)하였다. 오가키구 배치차가 이이다선으로의 운용을 확대했다.
- 1992년
  - 지금까지 오가키구에 배치되어 있는 0번대의 예비차는 117계 전동차였지만 쾌속 증발 및 편성 증강에 의해 117계 자체에도 여유가 없어졌다. 이것에 수반하여 0번대의 예비차를 확보하기 위해 진료구에서 2차차 3량 1편성과 4량 K20편성의 사하 211형 5000번대 1량과 함께 오가키구로 전속했다. 이 전속차는 4량 1편성이었지만, 실제로는 사하를 제외한 3량으로 운용한것 외에 0번대 대주시에는 다른 3량에도 조성되었다. 이 때문에 대주시에는 화장실 탑재 롱시트의 4량이 도카이도 선의 쾌속에 사용되는 사례를 볼 수 있었다. 사하는 그 이외는 운용에서 벗어나 오가키 전차구내에 유치되고 있는 것이 많았다.
  - 사하를 뺀 K20편성은 K125편성으로서 3량 운용과 공통으로 운용되었다. 일시적으로 쿠하 210형이 다른 편성의 같은 형식에 교체할 수 있었던 적도 있었다.
- 1996년
  - 도카이도 선 나고야 - 기후 간의 수송 개선 때문에 보통 열차의 대피역을 오와리 이치노미야역에서 기후역으로 변경하여 보통 열차에 대해서도 속도향상이 필요한 것으로 인해 하루 중 오가키구의 113계 전동차 운용을 주오 선 운용의 본계열과 교체했다. 이것으로 도카이도 본선의 하루 중 대부분의 보통 열차가 본계열이 된 것 외에 진료구 배치의 4량 운용 범위가 기쿠가와까지 연장되었다.
- 1997년
  - 진료, 오가키의 2차차 측면 방향막이 천지 치수는 그대로 서체가 JR 도카이 형태로 변경되었다.
  - 10월의 다이어 개정으로 주오 선의 쾌속 열차가 쓰루마이 역에 전열차가 정차하게 되어 합쳐서 쾌속이 증편(실질적으로는 보통 열차 매시간당 2개를 쾌속으로 격상)된 결과, 211계 3량의 화장실 없는 쾌속 열차가 등장했다.
  - 간사이 본선 나고야구에서도 수송력의 증강을 도모하여 진료구의 103계 전동차 외에 오가키구의 3량도 간사이 본선으로의 운용을 개시했다.
- 1999년
  - 313계 전동차의 투입에 수반하여 큰 움직임이 생겼다. 313계의 대량 투입에 의해 보통 열차에도 311계가 충당되어 진료구 배치차의 도카이도 본선 운용이 소멸했다. 또한 간사이 본선에서는 본계열의 운용이 오카이구로부터 진료구로 이관되었다. 이것에 수반하여 진료구에서 2차차 3량 7편성이 오가키구에 전속하여 오가키구에서는 이것으로 시작 편성 번호를 차번순으로 다시 거절했다. 또 이이다선 직통 운용도 313계 전동차로 교체되어 운용이 소멸되었다. 다만 진료구로부터의 이관에 수반하여 도카이도 본선으로의 운용 범위는 기쿠가와까지 연장되었다.
  - 시즈오카 지구에서는 113계 전동차를 포함하여 열차 번호 표시기의 사용을 중지했다. 본계열에 대해서는 나고야 지구의 것과는 달리 비표시(번호표 자체가 떼어내졌다)가 된 것 외에 전면, 측면도 방향막을 JR 도카이 서체의 것으로 변경했다.
- 2005년
  - 아이치 만국박람회 개최에 수반하여 액세스 열차 엑스포 셔틀의 운행이 개시되었다. 진료구에서는 전용 편성으로 3+4+3의 10량이 일시적으로 조성된 것 외에 차량 부족도 생겼기 때문에 오가키구에서 3량 1편성을 차입했다. 후에 4량의 공장 입장차가 복귀하면 오가키구의 3량은 반환되어 이 4량이 사하를 제외한 3량으로 대주를 맡았다.
- 2006년
  - 313계 증비차의 투입에 수반하여 오가키구의 5000번대 운용이 소멸하여 차례차례 시즈오카 지구에 전용되었다.
  - 시즈오카 지구에서도 313계 증비차의 영업 운헹이 개시된 2006년 12월부터 전면 방향막의 행선지 표시를 중지하여 '보통'만의 표시로 했다. 이것은 313계와의 병결시에 본계열의 지령기에서는 313계의 종별·행선지를 동시에 표시할 수 없기 때문이다. 덧붙여 진료구에서는 개선을 하고 있었기 때문에 313계 병결시라도 본계열은 행선지의 표시가 가능했다.
- 2009년
  - 시즈오카구 배치차의 행선지 방향막 지령기의 개량으로 313계 병결시라도 행선지의 표시를 가능하게 했다. 또한 시인성 향상 때문에 선두차의 관통문 발판에 도장을 한 차량도 등장하고 있다.
  - 11월 1일에 '사쿠마 레일 파크 피날레호'로서 진료 차량구의 4량 1편성(K11편성)이 도요하시 - 주부 텐류를 1왕복했다(17호→8호). 덧붙여 왕로에서는 측면 행선지막에 '주부 텐류'라고 표시하여 운행했다.

#### 신제 후의 주된 개조
- 전차량 하행 방향으로 노약자 보호석(후에 우선석으로 변경)의 설치
- 전락 방지책(외막)의 설치
- 전차량 도어 차임의 설치
- 쿠하 210형의 휠체어 스페이스 설치(나고야방면·차장이 서는 위치 전)
- 쿠모하 211형의 싱글암형 팬터그래프로의 교체 공사(협소 건축 한계 터널 통과 대응을 나타내는 '◆'은 표기 되지 않는다)
- 선두차의 120km/h에 대응하는 속도계로의 교체
- 손잡이의 승객용 출입문 부근 증설
- 2010년부터 설치 예정인 ATS-PT의 설치
- 조수석측 전면 유리창 하부와 승무원문유리창 하부에 샘플 문자에 의한 편성 번호를 표기

### 현재의 소속 차량기지 및 사용노선과 그 운용
투입 개시 이래 롱시트의 수용력을 살려 사용 각선의 주력 차량이 되고 있었지만, 2006년 10월 1일 다이어 개정으로 도카이도 본선 나고야 지구에서 사용되고 있던 오가키 차량구의 3량 20편성이 해당 차량구의 313계 증비 및 시즈오카 차량구의 113계나 115계를 치환 있기 때문에, 같은 해 10월 중에 일부를 제외하고 시즈오카 차량구에 전속 하여 시즈오카 지구에서 313계와 함께 사용되고 있다. 덧붙여 진료 차량구 소속차에 대해서는 특별한 움직임은 없다.

#### 오가키 차량구
- 차체 색띠: 1988년까지 ■□■, 현재 ■■
- 소요차량: 8량 재적
  - 0번대 4량 2편성(C1·C2편성)
- 사용노선
  - 도카이도 본선(가케가와역 - 세키가하라역간)
- 운용
  - 보통 열차로서 311계와 공통 운용되고 있다. 이전에는 211계 5000번대와 조차 연결하지 않는(이 점은 현재도 마찬가지) 독립 운용이었지만, 120km/h 대응 이후에는 311계·313계와의 병결도 행해지고 있다.

#### 진료 차량구
- 차체 색띠: ■■
- 소요차량: 131량 재적
  - 5000번대 4량 20편성(K1 - K20편성, 전편성의 쿠하 210형은 화장실 첨부 차량 5300번대가 연결, K3 - K11편성의 쿠모하 211형은 협소 터널 대응차 5600번대가 연결)
  - 5000번대 3량 17편성(K101 - K117 편성, 전편성의 쿠하 210형은 화장실 없는 차량이 연결)
- 사용노선
  - 주오 본선(나고야역 - 나카쓰가와 역 - 나기소 역)
  - 간사이 본선(나고야 역 - 나메야마 역)
  - 아이치환성철도선(고소지 역 - 오카자키 역)
- 운용
  - 4량 편성·3량 편성의 병결운용
    - 아침저녁의 러쉬시 10량 편성으로, 그 외 8량·7량·6량 편성으로 주오 본선 나고야역 - 나카쓰카와 역간에 보통과 쾌속으로 운용된다. 편성 내용은 같은 번대와의 병결(10량·8량·7량·6량 편성) 외에 313계와의 병결(10량·7량 편성), 213계 5000번대와의 병결(6량 편성), 더 나아가 일부에 이들 3계열 혼결의 10량 편성이 있다.

  - 4량 편성의 단독 운용
    - 상기의 외에 나카쓰카와 역 - 미나미기소 역간(K3 - K11편성의 한정 운용)과 아이치환상철도선 고조지 역 - 오카자키 역간에서 보통 열차로의 운용. 덧붙여 아이치환상철도선에는 만박 종료후에도 정기 열차로 해당 노선으로 입선하는 열차가 설정되어 있다. 2007년 3월 18일의 다이어 개정 이후 하루 주오 본선에서의 운용이 일부 313계로 교체되어 있었다.

  - 3량 편성의 단독 운용
    - 간사이 본선 나고야역 - 가메야마역간에서 조석 러쉬시의 운용이 있다. 또한 상행의 일부에는 213계 5000번대와의 병결운용이 있다.

  - 대주 운용
    - 313계 1000번대 예비 편성이 확보되어 있지 않기 때문에 검사시에는 실전대가 공통 예비차로 대체 운용된다. 또한 211계의 예비차가 부족한 경우에는 4량 편성에서 사하 211형을 제외한 3량 편성의 대체 운용을 실시하기도 한다. '엑스포 셔틀' 운행시에도 3량 편성이 부족했기 때문에 같은 조치가 취해지고 있었다.
- 특징으로 선두차의 방향막은 쾌속 열차의 경우 '쾌속'이라고 표시되어 보통 열차의 경우는 행선지가 표시되지만, 아이치환상철도 직통열차만 '보통'이라고 표시된다. 또한 측면 방향막도 '고조지 → 오카자키'라고 표시된다. 이유로서는 도카이도 선의 오카자키 방면 승객이 잘못 승차하는 것을 막기 위해서라고 생각할 수 있다.

#### 시즈오카 차량구
- 차체 색띠: ■■
- 소요차량: 현재 111량 재적
  - 5000번대 3량 31편성(SS1 - SS11 11개 편성 및 오가키 차량구 출신 전입의 LL1 - LL20 20개 편성, SS편성의 쿠모하 211형은 협소 터널 대응차 5600번대가 연결)
  - 5000번대 2량 9편성(GG1 - GG9편성, 쿠모하 211형은 1M 사양차 6000번대가 연결)
- 운용노선
  - 도카이도 본선(아타미 - 도요하시)
  - 고텐바 선(고즈 - 누마즈)
  - 미노부 선(후지 - 니시후지노미야)
  - ※LL편성은 오가키 차량구 소속의 C편성(C11 - C30편성)으로 2006년 9월 30일까지 도카이도 본선 나고야 지구의 보통 열차(주로 하마마쓰역 - 기후역간, 최장 기쿠가와역 - 마이바라역간)로 운용되고 있었다. 다음 10월 1일 다이어 개정으로 해당 지구의 운용이 소멸하여 그 후 시즈오카 차량구로 전속되었다.
- 운용
  - LL편성 및 SS편성
    - 도카이도 본선 시즈오카 지구의 아타미역 - 도요하시역간의 보통 열차외에 고텐바 선에서도 기본적으로 공통 운용되고 있다(일부 구별은 있다). 2006년 10월부터 2007년 3월 18일의 다이어 개정까지는 아침의 상행 도요하시발 시즈오카행과 저녁의 하행 시즈오카발 도요하시행에 각각 1편씩 통근 쾌속의 운용[11].이 있었지만, 다이어 개정으로 통근 쾌속 자체가 소멸하고 있다. 비교적 장거리 운용이 많아도 관계없이 어느 편성에도 화장실 차량이 재적하고 있지 않다(앞에서 서술한대로 시즈오카 차량구의 쿠하는 진료 전차구에서 화장실 없는 차량을 전입하고 있는 것과 GG편성의 쿠하가 화장실 없이 제조되었기 때문이다). 그 때문에 2007년 3월 18일의 다이어 개정 이후에는 화장실 첨부의 313계와 병결되는 케이스가 많아지고 있지만, 여전히 아타미역 - 하마마쓰역간 2시간 39분을 화장실 없는 3량으로 하는 운용도 존재한다. 아침의 러쉬시에는 313계 2500번대와 병결한 8량 편성[12].으로의 운용도 있다. 또한 같은 계열끼리의 병결(LL편성이나 SS편성끼리와의 병결이나, GG편성과의 병결) 운용도 있다. 2009년 3월 기준의 LL편성에서는 고텐바 선 고즈까지, SS편성은 고텐바까지의 운용도 있다. 2006년 10월부터는 미노부선 니시후지노미야까지의 운용이 존재했지만, 2009년 다이어 개정으로 GG편성으로 바뀌었다[13].

  - GG편성
    - 신조 당초에는 고텐바 선을 중심으로 운용되었지만 2량 롱시트, 화장실 없는 차량으로 승객의 악평이 있었던 터라 증비차의 투입과 함께 도카이도 본선 계통 중심으로 변경되었다. 현재는 고텐바 선 고즈 - 누마즈역과 도카이도 본선 아타미역 - 도요하시역간, 미노부선 후지역 - 니시후지노미야역 구간에서 운용되고 있다. 현재는 2량+2량의 병결, LL편성 및 SS편성이나 313계와 병결되어 운용되고 있어 2량 편성으로의 단독 운용은 2009년 3월 다이어 개정으로 없어진것 외에 2009년 3월 다이어 개정으로 인해 313계 2500번대와의 병결로 미노부선 니시후지노미야역까지의 운행을 개시했다. 덧붙여 신제 당초에는 G편성이라고 칭하고 있었지만, 전술의 LL편성 운용 개시에 수반하여 GG편성으로 개칭되었다.

## JR 서일본 소속

### 슈퍼 살롱 '유메지'
JR 서일본이 1988년 4월 10일의 혼시비산 선 자야마치 역 - 우타즈 역간(혼시비산 선과 우노 선 오카야마역 - 자야마치 역간과 요산선 우타즈역 - 다카마쓰역간을 총칭하여 세토대교 선의 애칭을 붙일 수 있었다)의 개업시 신조한 단체·이벤트용 차량으로, 쾌속 '마린 라이너'용의 1등차 쿠로 212형과 같은 사양의 3량 편성이다. 세토대교 선 개업시에는 황태자 부부를 태워 주행한 실적이 있다. 쾌속 '마린 라이너'용의 전동차는 1M방식의 213계지만 이 편성은 보통 강철 차체로 게다가 중량 증가 때문에 전동차는 유닛 방식의 211계(쿠모로 211형·모로 210형)가 되었다. 또한 이 편성은 JR 서일본의 직류 전화 구간의 전선 운용을 가능하게 하기 때문에 내한내설구조 및 최고 운행 속도가 120km/h로 되어 있어 편성을 조성하는 쿠로 212형은 1000번대로 구분되고 있다. 덧붙여 1997년 3월 전차량 리뉴얼 공사가 시공되고 있다. 다만 외장은 그대로 유지하고 있다. 1988년도 굿 디자인 상품(현·굿 디자인상)으로 선정되었다.
신조 당시부터 오카야마 전차구(현·오카야마 전차구 전차 센터) 소속의 213계에, 당편성을 쿠모로+모로, 쿠로로 분할 후 조성하여 사용되기도 했다.

### 현재(소속: 오카야마 전차구 전차 센터)
2003년 10월 1일에 쾌속 '마린 라이너'가 213계에서 223계 5000번대 및 시코쿠 여객철도(JR 시코쿠)의 5000계로 교체되면서 213계(쿠로 212형 0번대와 1000번대를 포함한다) 및 '유메지'편성이 쾌속 '마린 라이너'의 운용에서 물러난 후에도 오카야마 전차구 전차 센터에 소속되어 단체 전용 열차 등에 사용되고 있지만, 2010년 3월 7일에 오카야마역 - 오노포 역 간에서 실시되었고 마지막 운행 '파이널 런 안녕! 슈퍼 살롱 유메지호'로의 운용을 끝으로 영업 운전을 종료하여 같은 해 4월 14일에 스이타 공장에 회송되었으며, 같은 해 6월 30일부로 폐차 되었다.
- 차체 색띠: ■ ■
- 소속 차량: 2량이 재적
  - 슈퍼 살롱 '유메지'용 3량 1편성(쿠로 212-1001는 213계로 구분된다)
- 운용 노선
  - 2003년 9월 30일까지 쾌속 '마린 라이너'(운행 구간은 오카야마 - 다카마쓰)로 사용되고 있었다.
- 운용
  - 단체 전용 열차등의 운용으로 정기 운용에서 볼 수 없다.
  - 매년 설날 오카야마 - 고토히라 구간에서 '금비라 설날 해돋이호'(왕로), '금비라 첫 참배호'(귀로)가 운행된다. 이 때 1호차·3호차가 지정석, 2호차가 자유석이 된다.